# GAZ Tigr
El GAZ Tigr (en ruso: ГАЗ Тигр) es un vehículo militar multiuso de alta movilidad fabricado por la empresa automovilística rusa GAZ desde 2004. Es utilizado principalmente por las Fuerzas Armadas de Rusia habiendo sido exportado a otros países.

## Historia

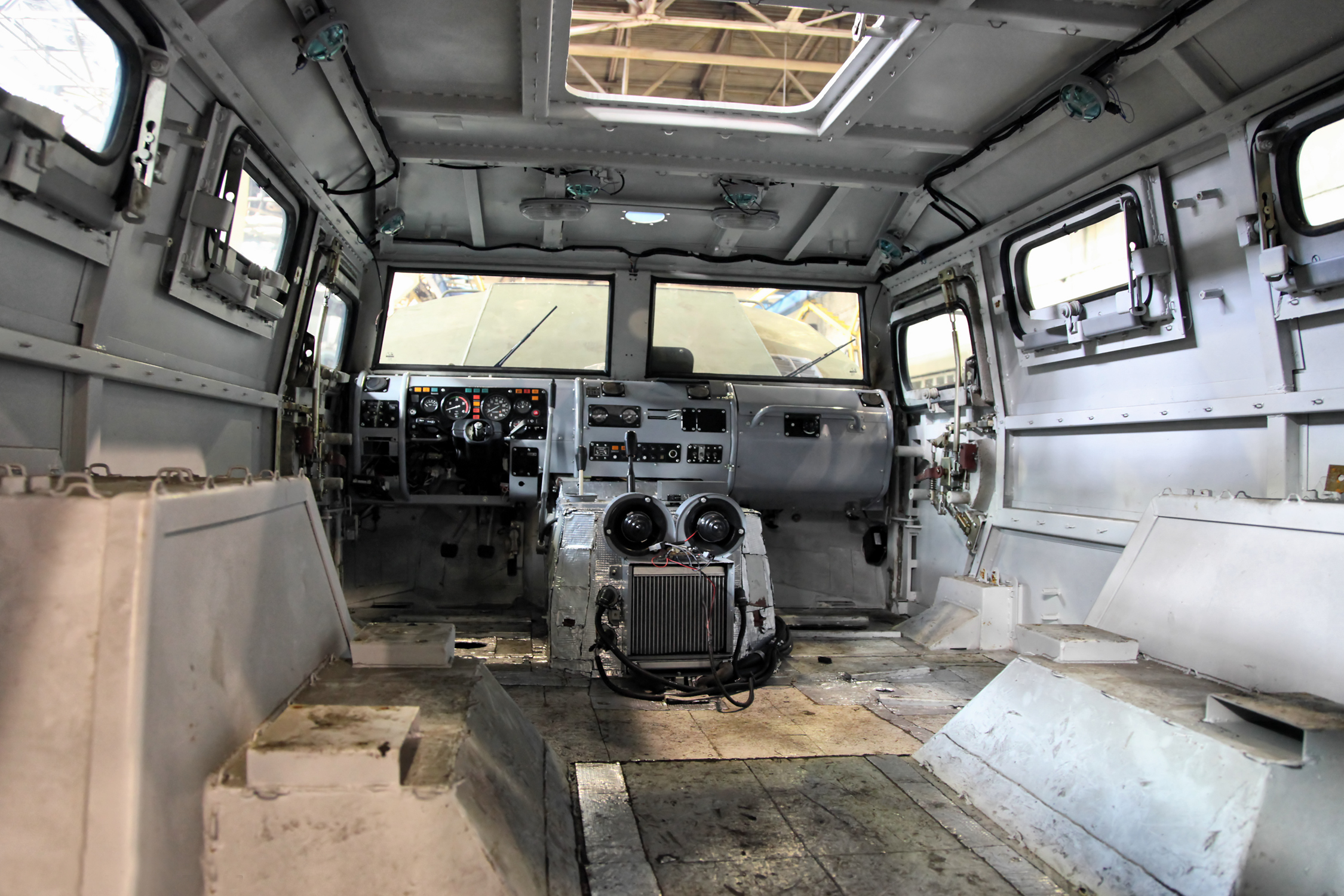
Un GAZ-223114 Tigr-M con interior sin terminar en la línea de montaje.

El Tigr fue mostrado por primera vez en la exhibición IDEX de 2001. En primera instancia se produjeron 96 vehículos para pruebas. El GAZ-2975 fue puesto en servicio oficialmente en las Fuerzas Armadas de Rusia a fines de 2006, comenzando oficialmente su producción en 2007.
China coprodujo con Rusia el GAZ Tigr luego que ésta rechazara el otorgamiento de una licencia completa. Entre 2008 y 2010 se construyeron 110 vehículos que entraron en servicio en el Ministerio de Seguridad Pública, siendo vistos en público algunos de ellos en los operativos de seguridad de los Juegos Olímpicos de Pekín 2008.
Cinco de estos vehículos fueron entregados completamente ensamblados, otros cinco se entregaron en forma de kits para ensamblar, mientras que los cien restantes fueron ensamblados por Beijing Yanjing Motor Company en China. Yanjing Motor fabricó los vehículos conocidos como YJ2080C y YJ2081C, diferenciándose entre estos modelos por el peso y los motores instalados.
Durante la exhibición Interpolitex 2010 se presentó una versión actualizada -VPK-233114 Tigr-M- con un nuevo motor diésel YaMZ-534 -una variante del motor YaMZ-530- producido por la Planta de motores diésel de Yaroslavl, blindaje adicional y sistema de protección ABQ. Este nuevo modelo entró en servicio en las Fuerzas Armadas de la Federación Rusa en 2013. Una versión de exportación del nuevo modelo es equipada con un motor de 205 hp.
Durante la Crisis de Crimea de 2014, Rusia desplegó vehículos blindados, entre los que se encontraban un número no determinado de Tigr. Si bien estas unidades parecían pertenecer a la Infantería Naval Rusa, dado que este brazo de la Armada de Rusia no estaba dentro de las unidades que habían recibido este equipamiento, se supone que fueron transferidos desde el Ejército Ruso, principal usuario del GAZ-Tigr. En marzo de 2015, un informe de los inspectores de la OSCE indica que se detectó la presencia de un transporte blindado de personal camuflado "del tipo GAZ-TIGR" vigliando un punto de control de la República de Donetsk cerca de la aldea de Shyrokyne, al este de Mariúpol.
En 2011, la agencia Rosoboronexport ofreció a Azerbaiyán la producción bajo licencia de estos vehículos blindados en su territorio.
Desde 2015, los vehículos GAZ-Tigr han sido utilizados en la Guerra civil siria desde 2015.
Beijing Yanjing Motor Company anunció a fines de 2016 que obtuvo 177 órdenes de compra para su modelo YJ2080 -versión china del GAZ-Tigr- a a diferentes países.
En enero de 2017, entraron en servicio en la Armada de Rusia unidades que cuentan con sistema de armamento a control remoto (en inglés, remote weapon system, RWS). Están armadas con una ametralladora Kord de 12.7 mm con munición para 150 rondas o con Ametralladora PKTM de 7.62 mm, con munición para 250 rondas. También cuentan con TV, cámara térmica y localizador láser, permitiendo la identificación, rastreo y bloqueo de objetivos a 2.5 km y 1.5 km respectivamente.

## Diseño
El vehículo ha sido diseñado para transportar tropas y equipos varios sobre todo tipo de terrenos. Tiene una distribución tradicional, con el motor al frente, habitáculo en el medio y área de carga trasera. El vehículo estándar incluye dirección asistida, suspensión de torsión independiente en todas las ruedas con amortiguadores hidráulicos y barras estabilizadoras, caja de transferencia con bloqueo de diferencial, diferenciales de deslizamiento limitado, caja de transferencia de dos velocidades, inflado automático de neumáticos, calentador del motor y cabrestante eléctrico.
Cuenta con placas de blindaje de 5 mm -7mm para la versión SPM-2- con tratamiento térmico y alivio de tensión.
GAZ Tigr está propulsado por un motor diésel Cummins B205 20 acoplado a una transmisión automática GAZ JSC de 5 velocidades o una transmisión automática Allison LCT-1000. El motor proporciona una velocidad máxima en carretera de 140 km/h. Un precalentador asegura el arranque del motor en clima frío. El compartimento del motor está equipado con un sistema automático de extinción de incendios.
Otras opciones de motor disponibles para el vehículo son Cummins B-180 5.9l, 180hp; Cummins B-214 5.9l, 215hp; o el motor diésel GAZ-562 3.2l, 197hp turboalimentado.
El vehículo ha demostrado una excelente movilidad a campo traviesa en dunas de arena. Tiene una gran capacidad operativa en climas desérticos con temperatura ambiente de hasta +50 °C. El vehículo puede circular en ángulos de hasta 52° y puede vadear una profundidad de agua de 1,2 m.

## Historia en combate

### Guerra Ruso-ucraniana
- Invasión rusa de Ucrania de 2022[14]

## Variantes

### Variantes rusas

#### GAZ-2975
- GAZ-2975-A prototipo de vehículo utilitario deportivo sin blindaje de tres puertas,
  - GAZ-29751 - modelo de 3 puertas,
  - GAZ 29752 - modelo 5 puertas con capacidad para cuatro pasajeros y de 500 a 1000 kg de carga,
  - GAZ-297533 - dos puertas con caja cubierta[15]

Especificaciones:
- Tracción - 4x4
- Dimensiones (largo, ancho, altura) - 4610/4815 mm, 2200 mm, 2000 mm
- Distancia entre ejes - 3000 mm
- Distancia al suelo  - 400 mm
- Radio de giro mínimo - 8.9 m
- Capacidad  - 1500 kg
- Peso máximo de remolque - 1500 kg
- Peso vacío - 4500/5200 kg
- Ángulo de inclinación máximo, de frente - 52°
- Motor -  Cummins B-180, Cummins B-215 o GAZ-E5621 (Steyr), 6 cilindros turbodiésel
- Cilindrada - 5.9 l (motores Cummins), 3.2 (motor GAZ)
- Neumáticos  - 335/80 R20
- Costo - supera los 60.000 dólares.[16]

#### GAZ-2330
Variante de producción estándar sin blindaje
- GAZ-2330 - Vehículo utilitario deportivo -SUV por sus siglas en inglés- multipropósito, en versiones de dos y tres puertas.[2]
  - GAZ-23304 - Vehículo utilitario deportivo multipropósito, en versiones de cuatro puertas.
- GAZ-233001/GAZ-233011 - Pickup cuatro puertas.[17][18]
- GAZ-233002/GAZ-233012 - Pickup dos puertas.[19]
- GAZ-233003/GAZ-233013 - Vehículo utilitario deportivo de tres puertas con carrocería sedán e interior con o sin división (opcional).[19]

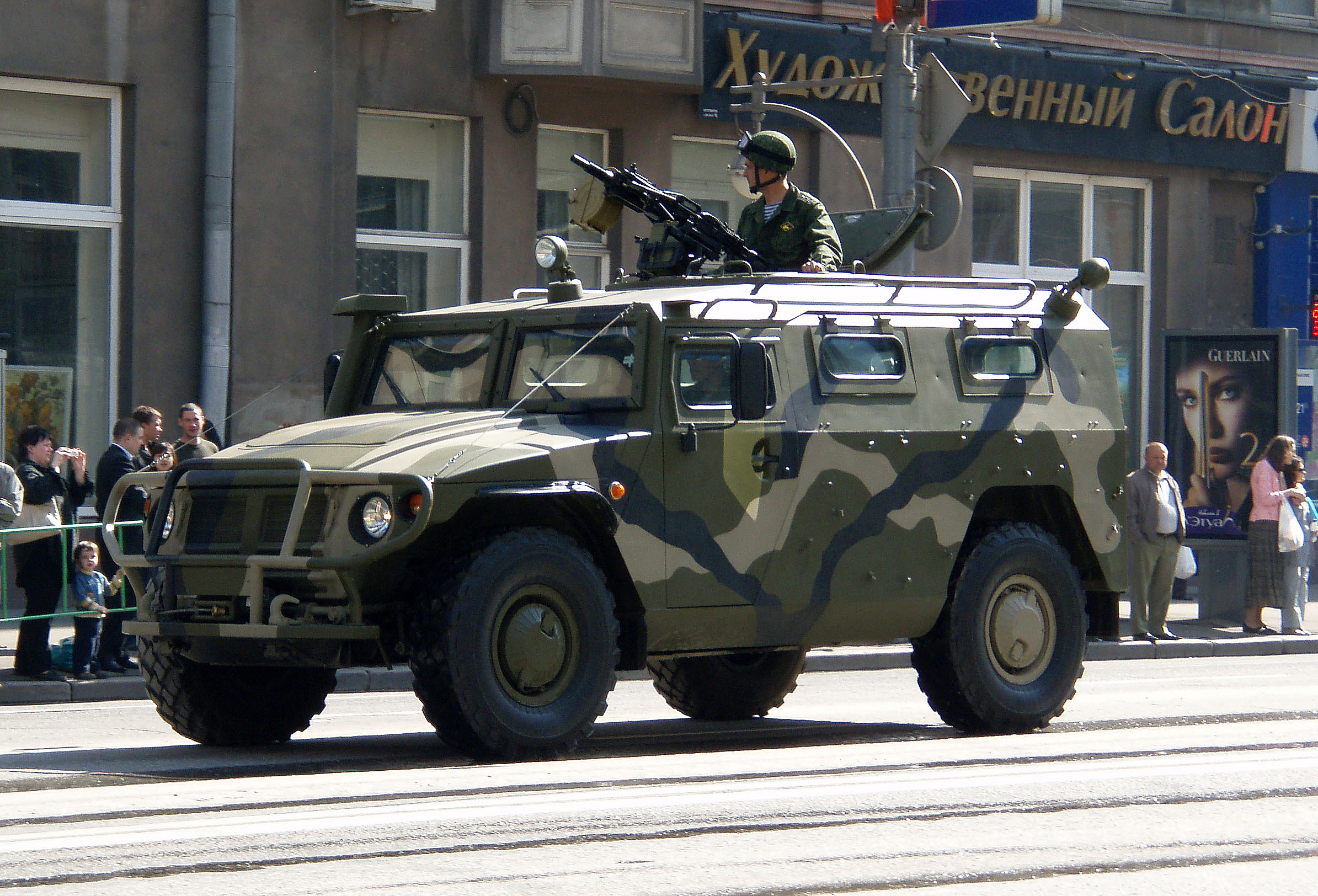
GAZ-2975 en desfile.
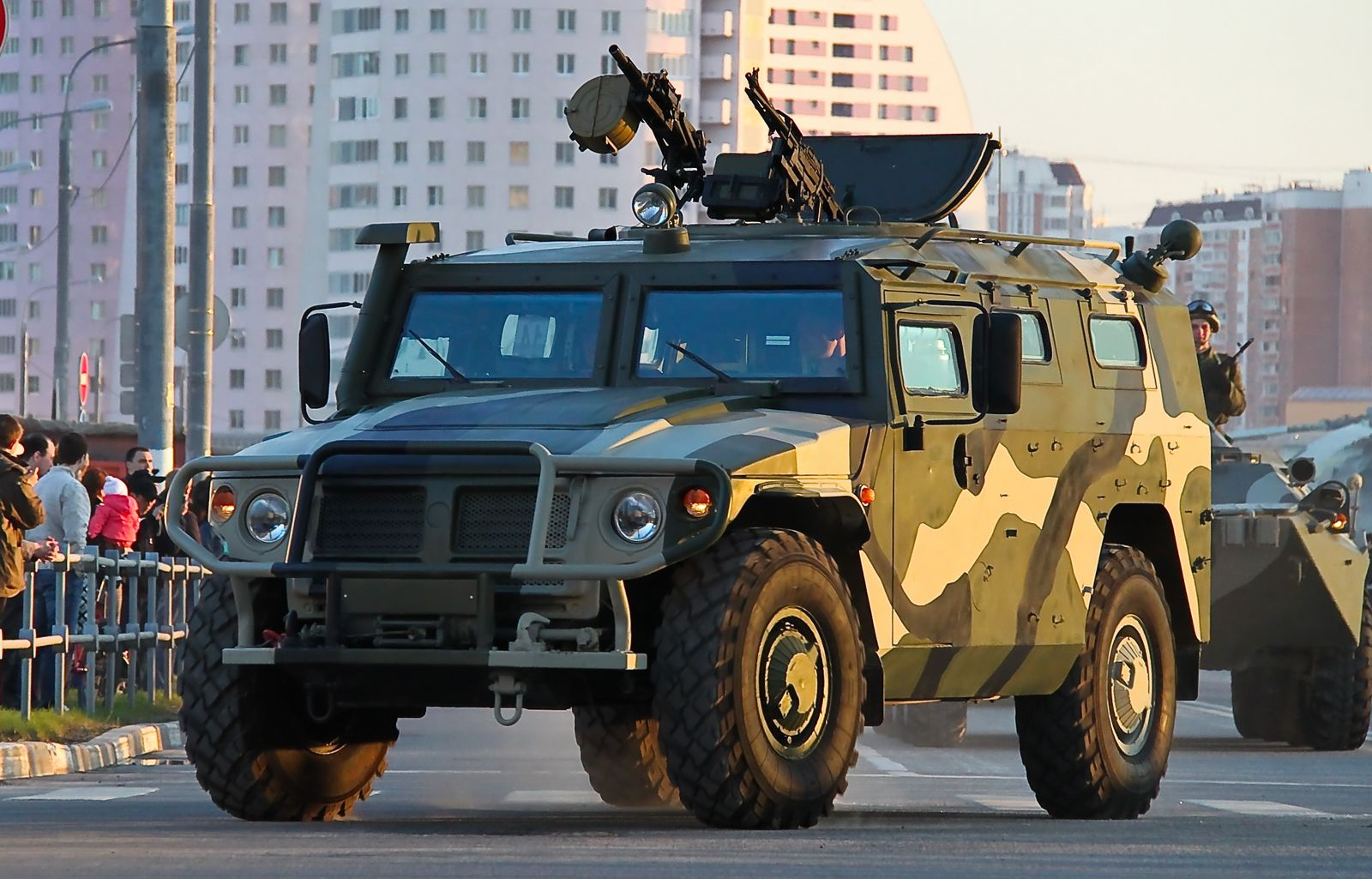
GAZ-2975

#### GAZ - 29651 "Punisher"
Una versión simplificada de GAZ-2975. El resultado del proyecto "Punisher", concluye en la creación de una familia de automóviles con capacidad de carga de 1 a 2.5 tonelada. Posiblemente sea la base del vehículo blindado Wolf.

#### Tigr-2

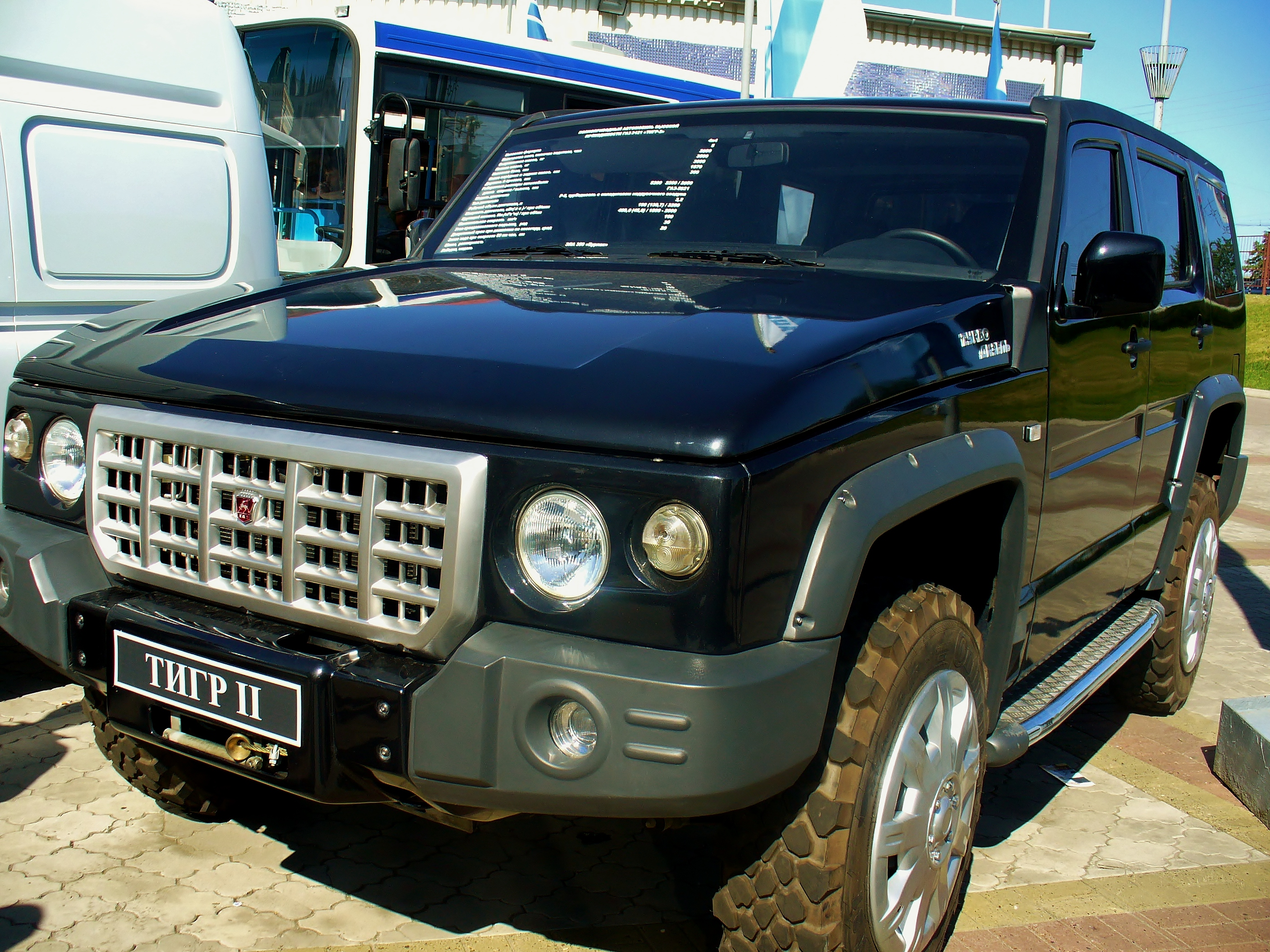
GAZ-3121 (Tigr-2) en AUTOFORUM-2007, Nizhny Novgorod

GAZ-3121 "Tiger-2" - un SUV cupé civil experimental, presentado por primera vez en septiembre de 2006 en el Salón del Automóvil de Moscú. Lanzada una pequeña serie en 2008, las ventas principales en los concesionarios se planificaron para comenzar en 2009. El automóvil está disponible en dos niveles de equipamiento: lujo y regular.
La versión estándar es muy similar a la versión militar Tigr en lo que respecta a mecánica. Está equipada con un motor Steyr turbodiésel con 190 hp o con un motor Cummins B205 de seis cilindros con 205 hp y está diseñado para desarrollar velocidades de hasta 160 km/h.
Especificaciones:
- Peso - 3500 kg
- Consumo de combustible - 15 L/100 km
- Dimensiones (largo, ancho y altura) - 5.7 m, 2.3 m y 2.3 m
- Distancia al suelo - 330 mm

Comparado con la versión militar, el Tigr civil es 2800 kg más liviano.

#### SP46

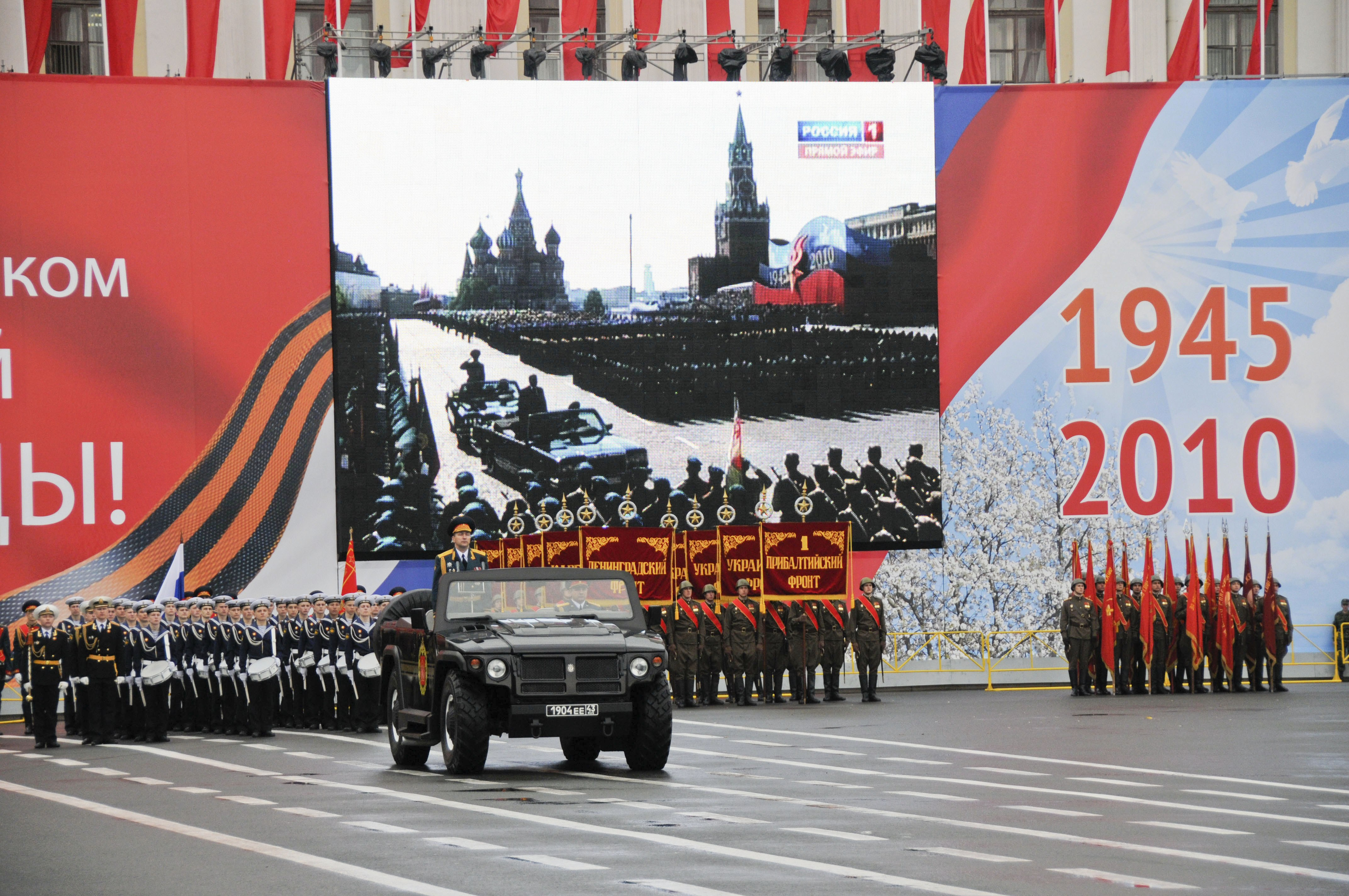
SP46 en el desfile del Día de la Victoria 2010 en San Petersburgo.

Durante el desfile del Día de la Victoria de 2007, se mostró el prototipo de una variante especialmente diseñada con fines ceremoniales y que se denomina СП46 (SP 46). Se trata de una versión convertible de dos puertas, con dos asientos frontales y uno trasero y un lugar especial para un oficial de pie que cuenta con un mango o bastón ajustable en altura para que el oficial pueda sostenerse. El automóvil está equipado con micrófono y equipos de radio diseñados para la transmisión al sistema de amplificación del espectáculo. Tiene un motor Cummins B205 turbodiésel y transmisión automática Allison serie 1000. No tiene blindaje y su peso se ha reducido a 4500 kg.
En noviembre de 2008, el ministro de Defensa ruso Anatoly Serdyukov presentó un prototipo de esta versión del GAZ Tigr. Posteriormente, tres vehículos fueron ordenados y utilizados en el Desfile del Día de la Victoria el 9 de mayo de 2009 en San Petersburgo. 

#### STS
El GAZ-233014 "Tiger" STS (CTC cirílico) es un vehículo blindado fabricado especialmente para la Armada de Rusia. Cuenta con un casco con un recubrimiento antiadherente AOD basado en fibras de aramida. Está equipado con un motor diésel Cummins B 205 turbo.

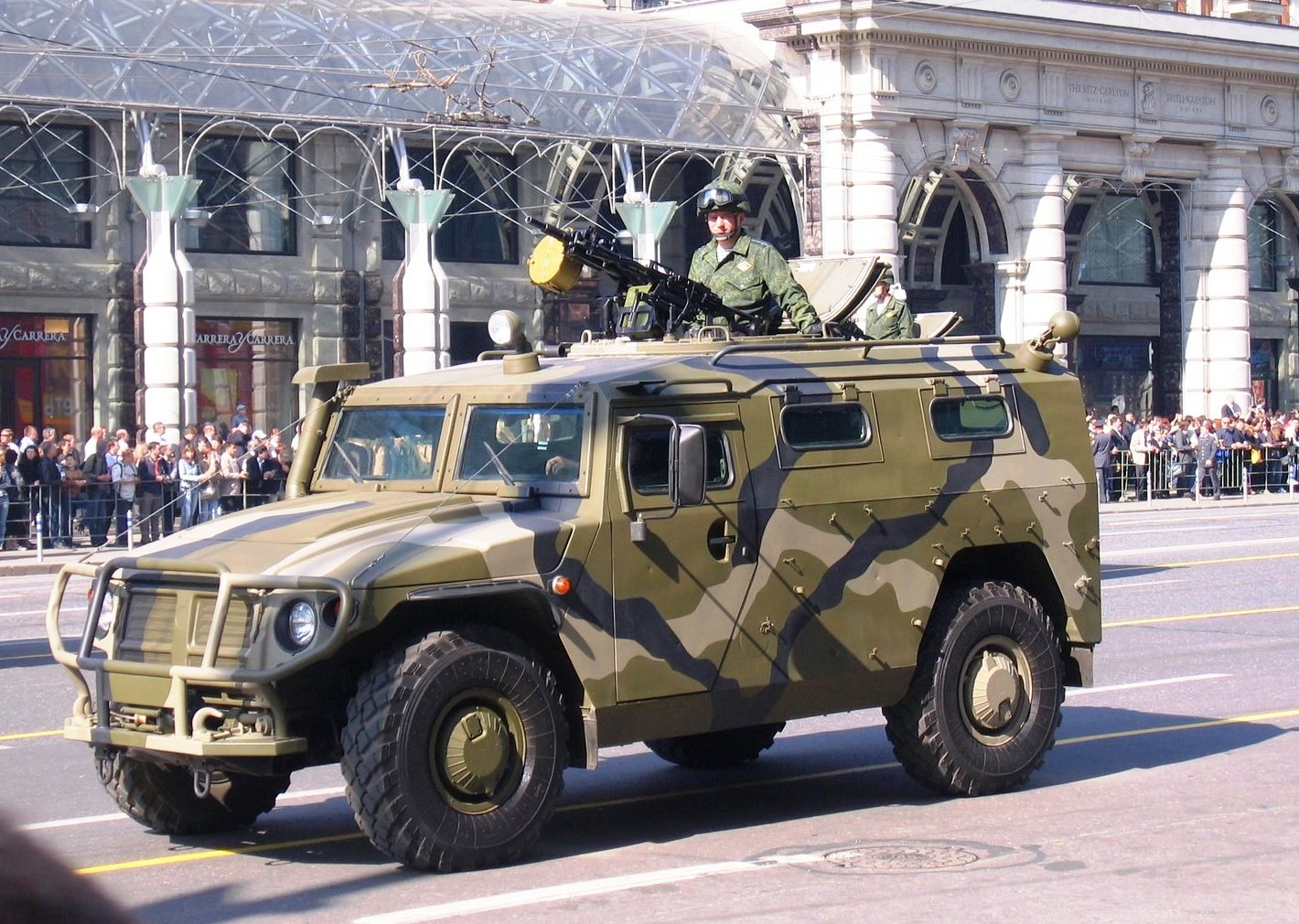
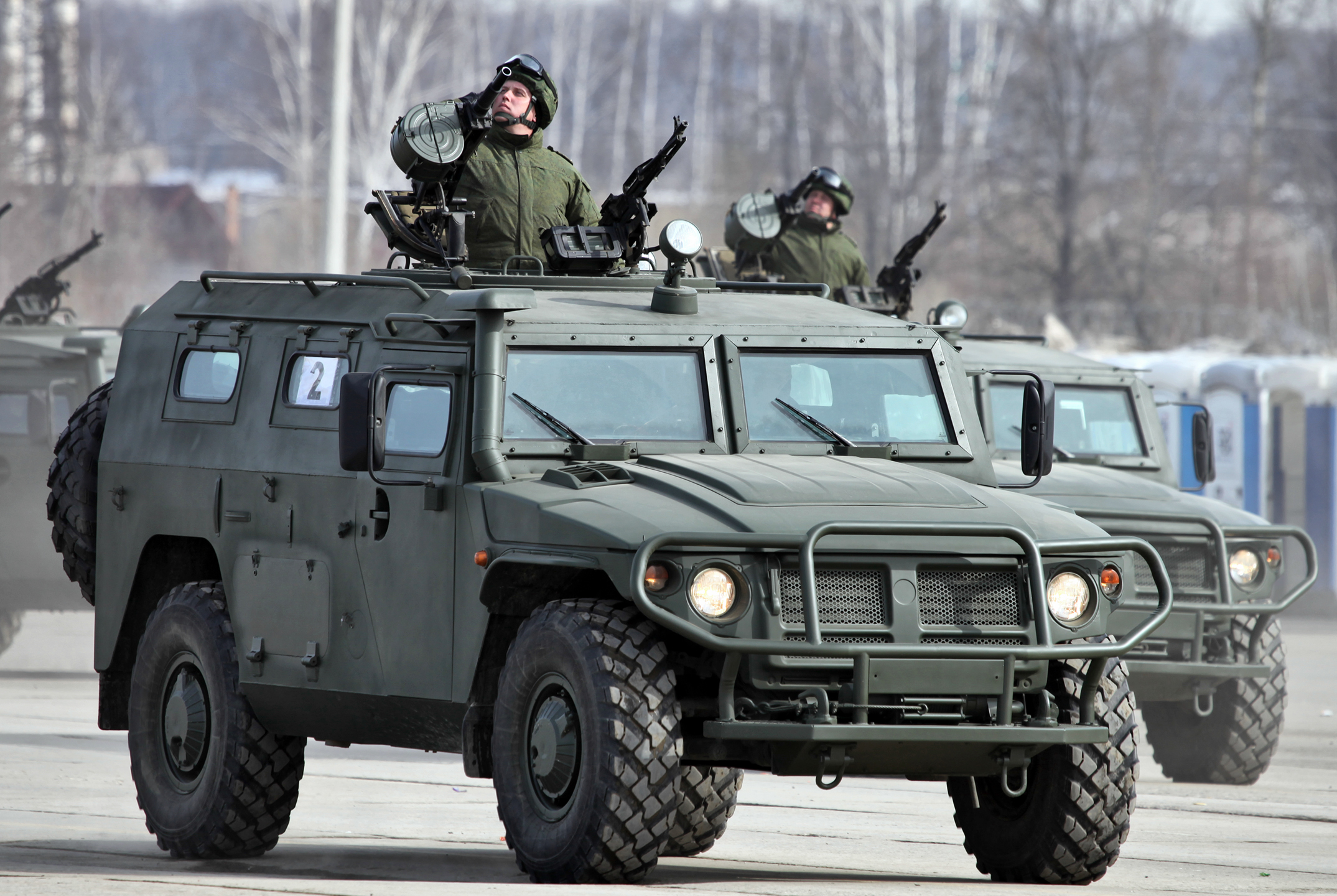
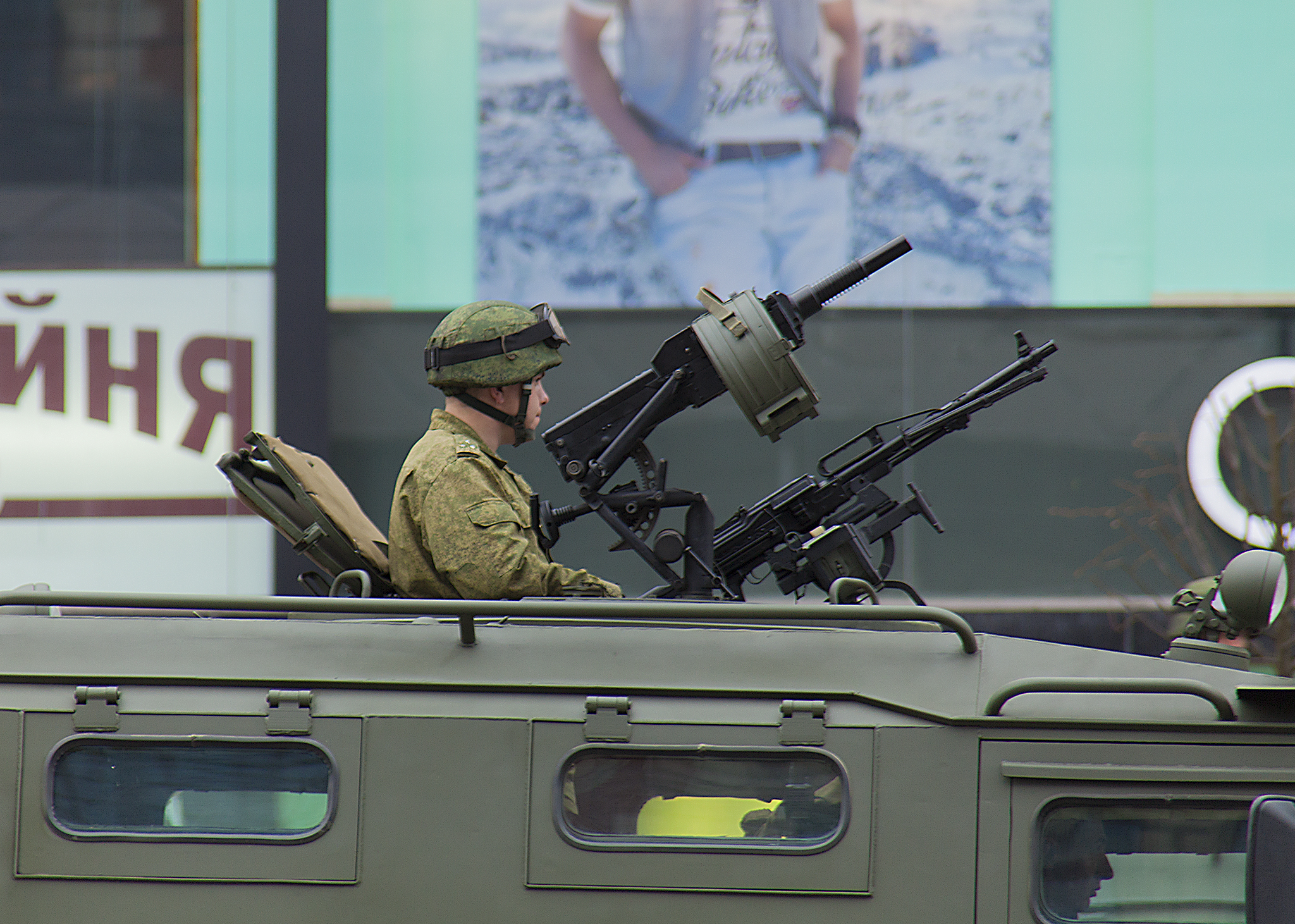

#### SPM-1
Специальная полицейская машина СПМ-1 (Vehículo policial especial SPM-1) GAZ-233034 Tigr es una versión utilizada por el Ministerio de Asuntos Interiores de la Federación de Rusia principalmente en operaciones antiterroristas. Cuenta con un blindaje IEC 50963-96 clase 3 para protección lateral y clase 5 para la protección frontal del vehículo. Tiene capacidad para transportar a 7 ocupantes, incluido el conductor. Según la variante, los ocupantes pueden disparar del interior del vehículo a través de aberturas en el cuerpo del vehículo, mientras que otras variantes disponen de aberturas para este fin en los vidrios blindados. Puede instalarse ametralladoras o equipos de interferencia de señales de radio en el techo.

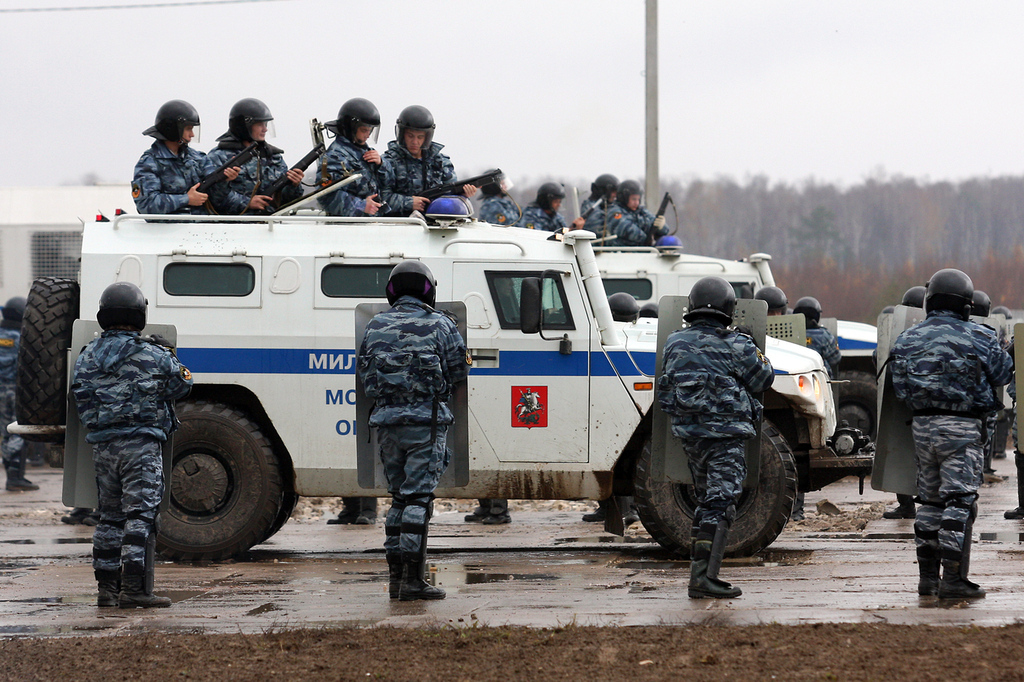
Vehículo SPM-1 durante un entrenamiento en Moscú.
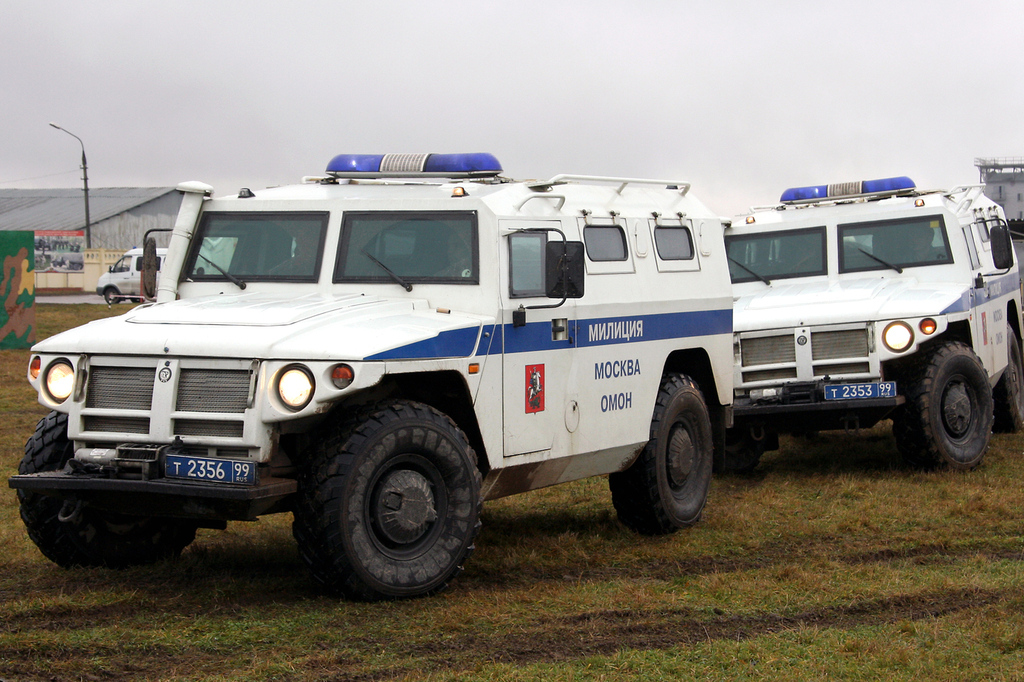
Vehículo SPM-1 durante un entrenamiento antidisturbios en Moscú.
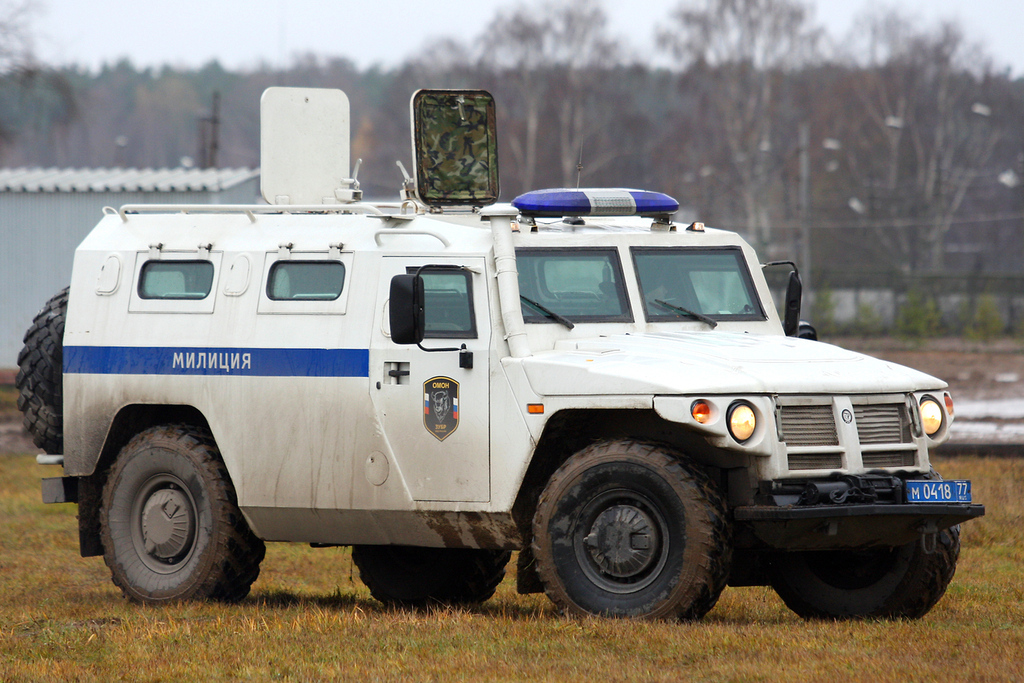
Vehículo SPM-1.

#### SPM-1 AAV
Es una versión del SPM-1 equipado con una escalera hidráulica con control remoto que se emplea para acceder a un segundo o tercer piso de un edificio o a aviones.

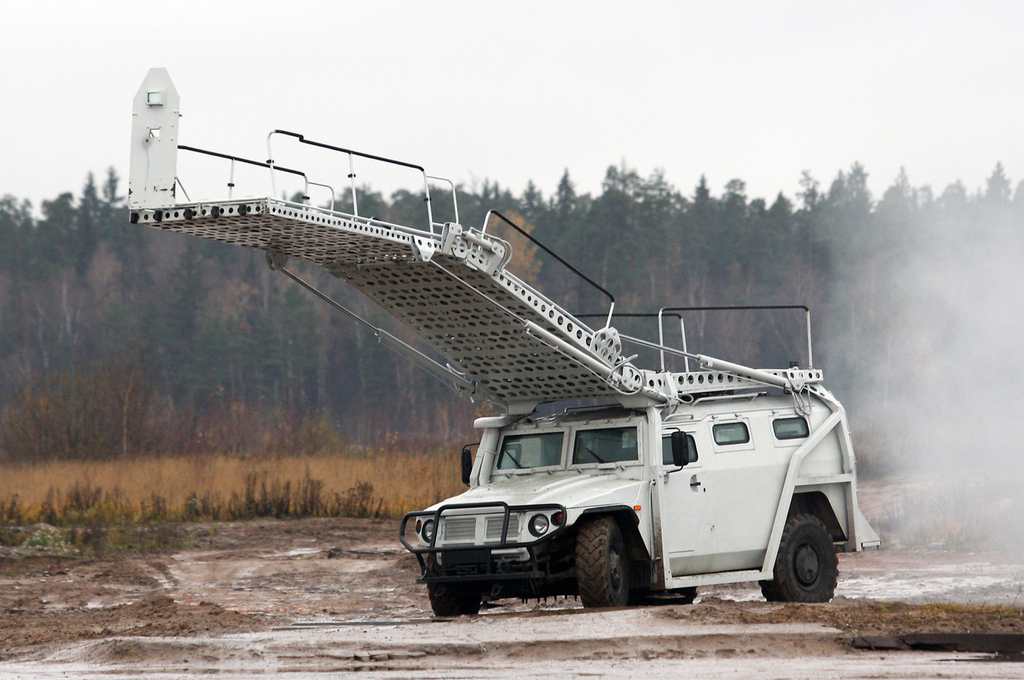
SPM-1 AAV con escalera desplegada.
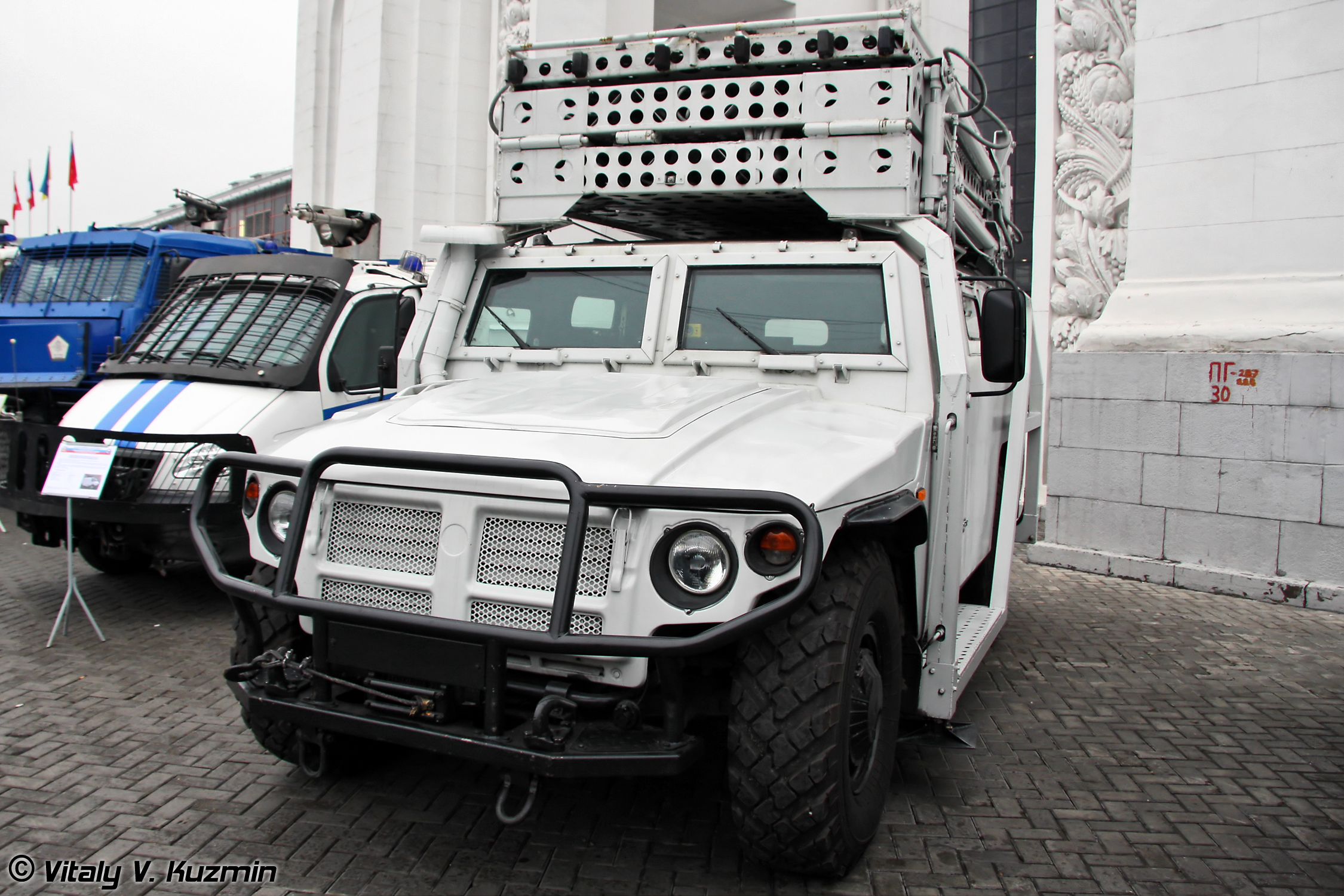
Vista frontal del SPM-1 AAV.
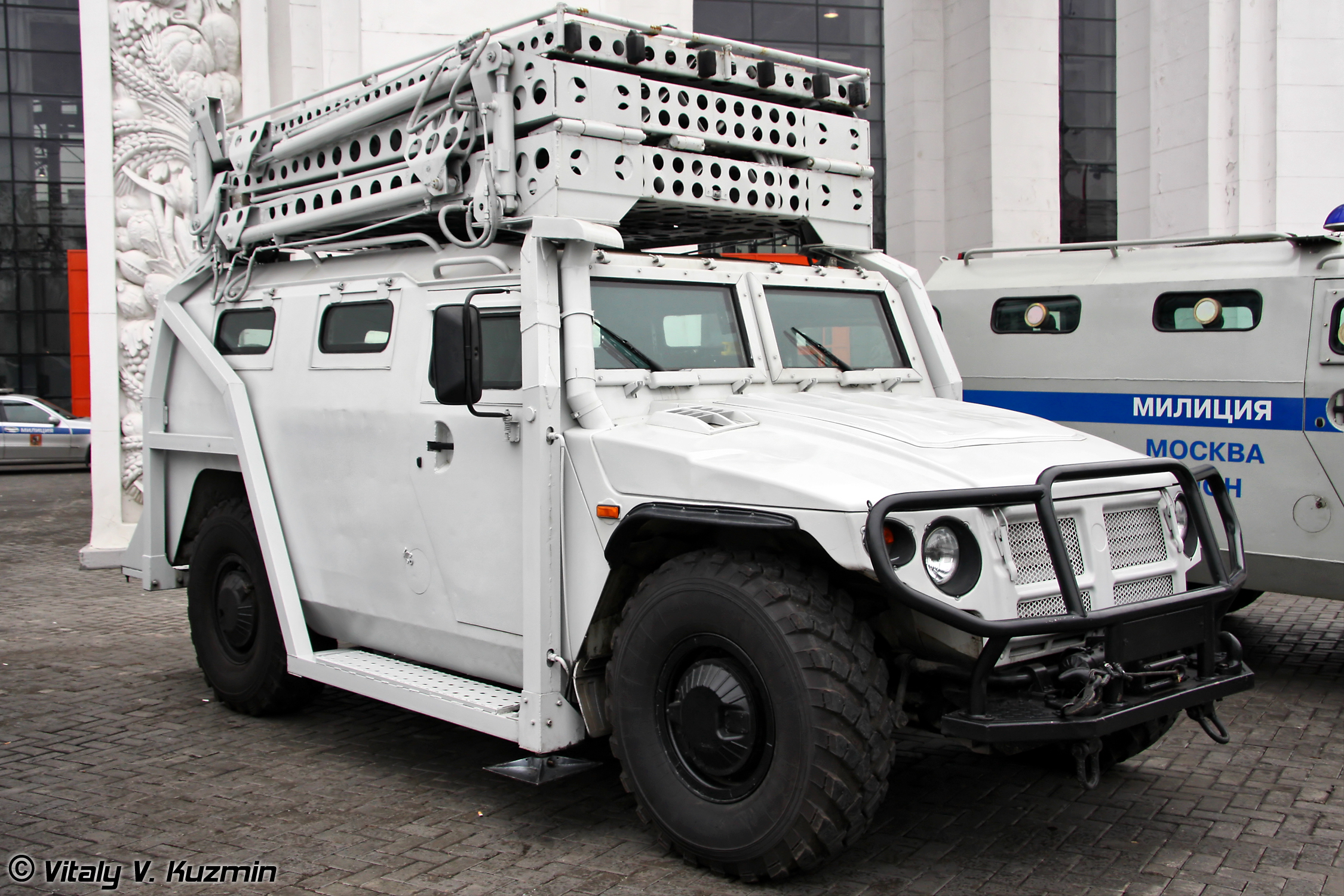
SPM-1 AAV estacionado.
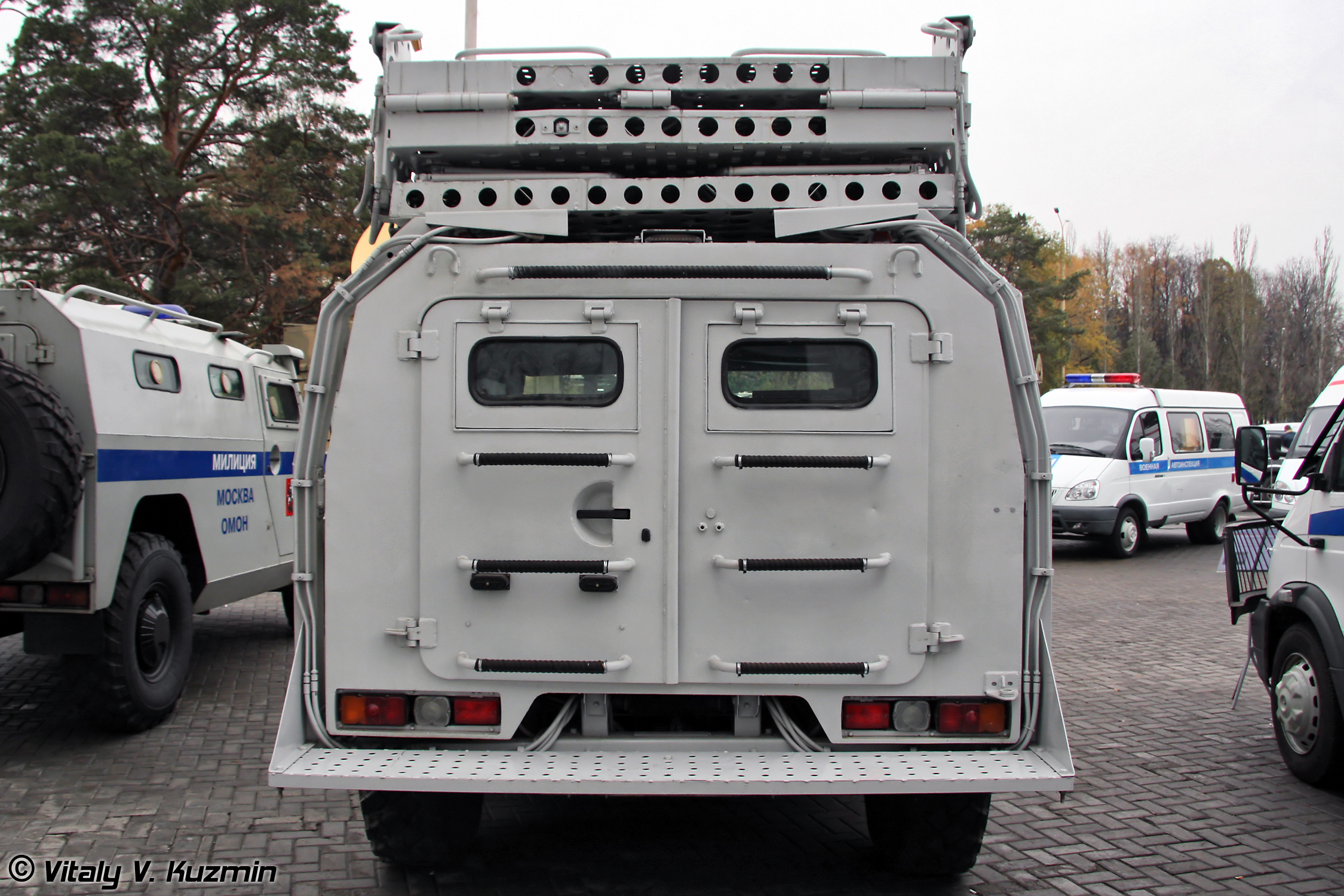
Vista trasera del SPM-1 AAV.

#### SPM-2 "Tigr-Alpha-BB"
Специальная полицейская машина СПМ-2 (Vehículo policial especial SPM-2) ГАЗ-233036  Tigr-Alfa-BB (Tiger-Alpha-VV) es un SPM-1 con protección balística GOST 50963-965 nivel 5 en su totalidad, mejorando en este aspecto al SPM-1, que cuenta con una mezcla de protección nivel 3 y 5. Está provisto de dos escotillas de vidrio en el techo para permitir el uso de armamento personal por parte de los ocupantes.

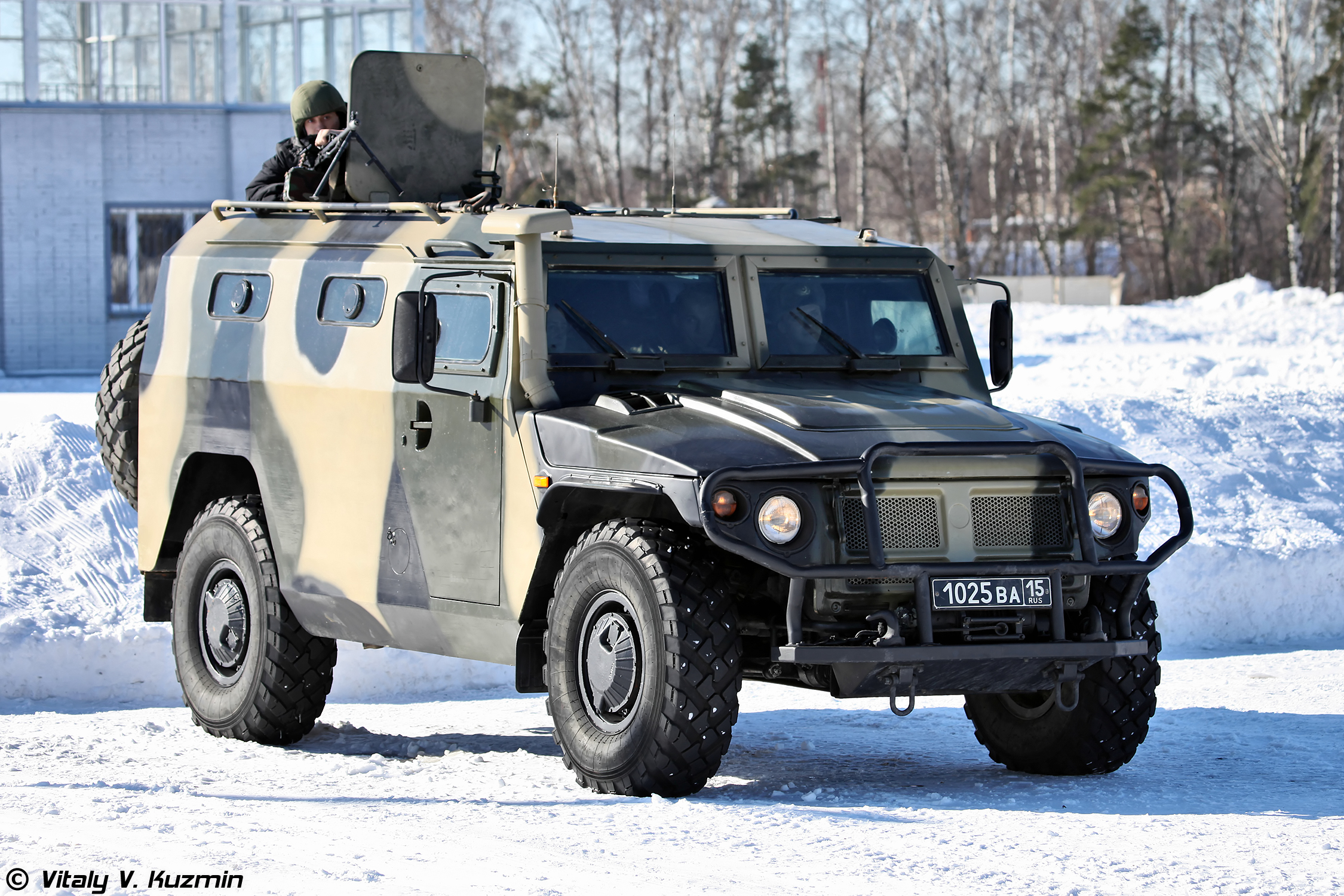
SPM-2 de las tropas de élite (Spetsnaz).
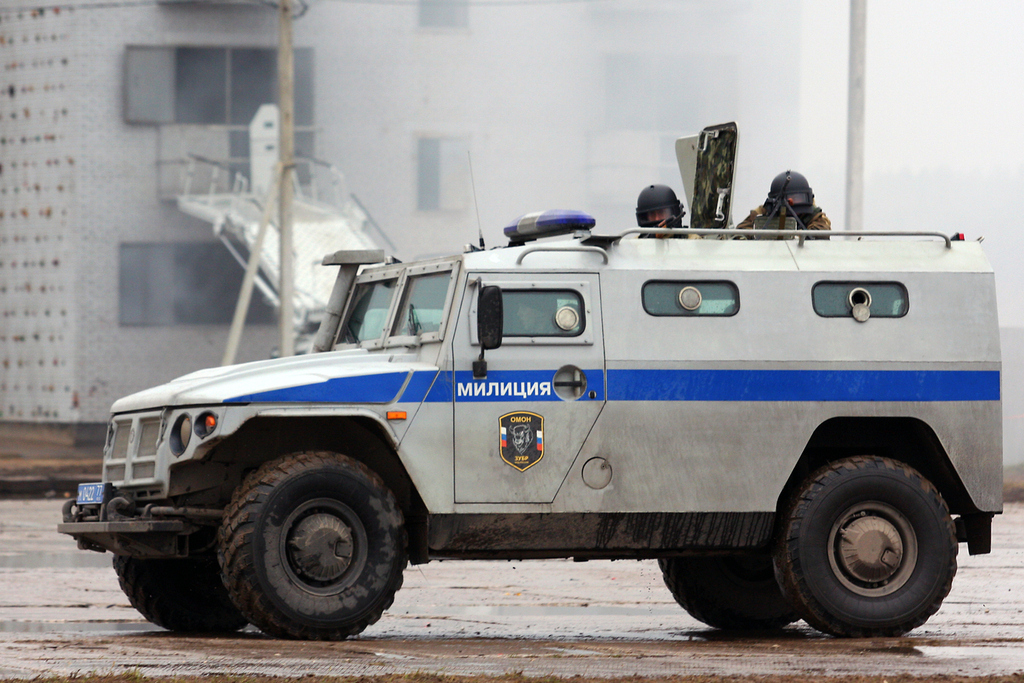
SPM-2 de la Policía de Rusia.
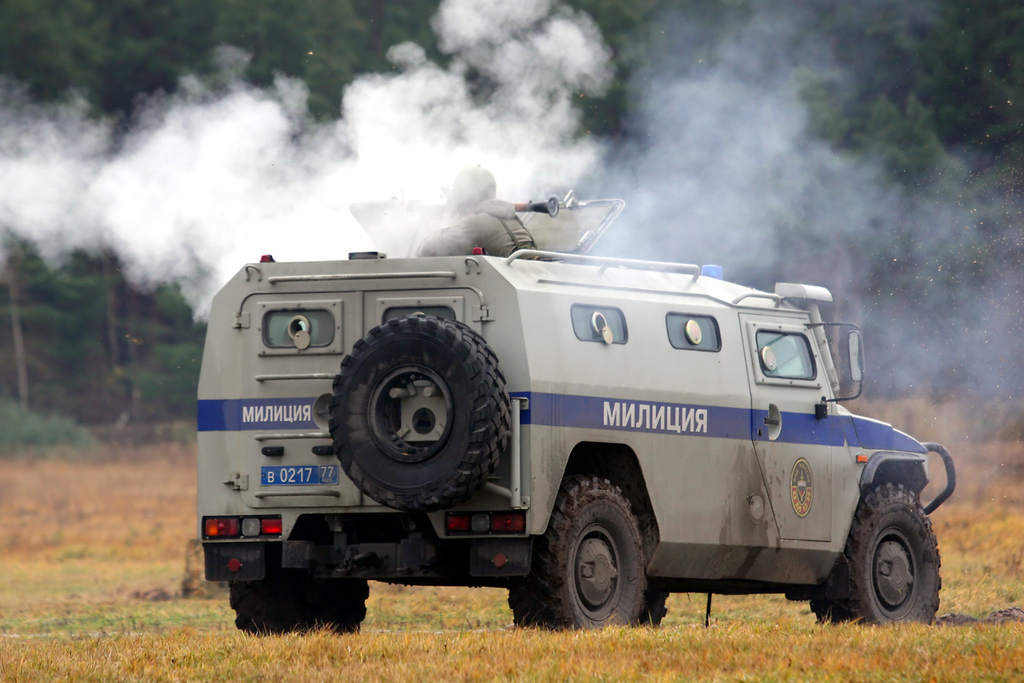
SPM-2 durante un entrenamiento.
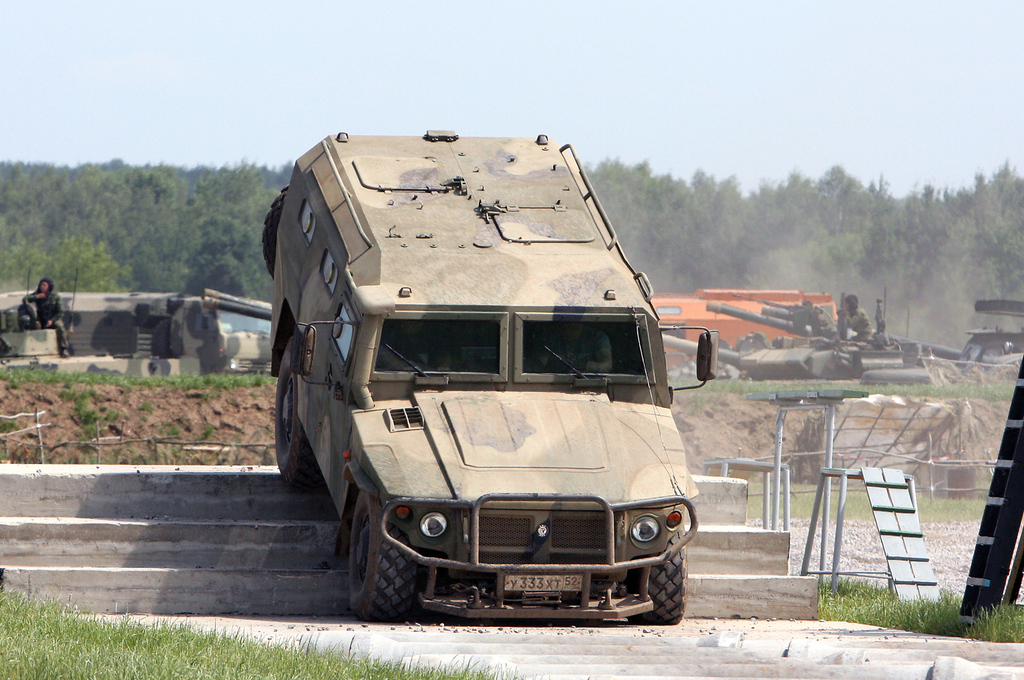
SPM-2 en IDELF 2010.

#### R-145BMA
Versión del SPM-2 equipado con equipo de comunicaciones avanzados para su utilización como vehículo de comando.

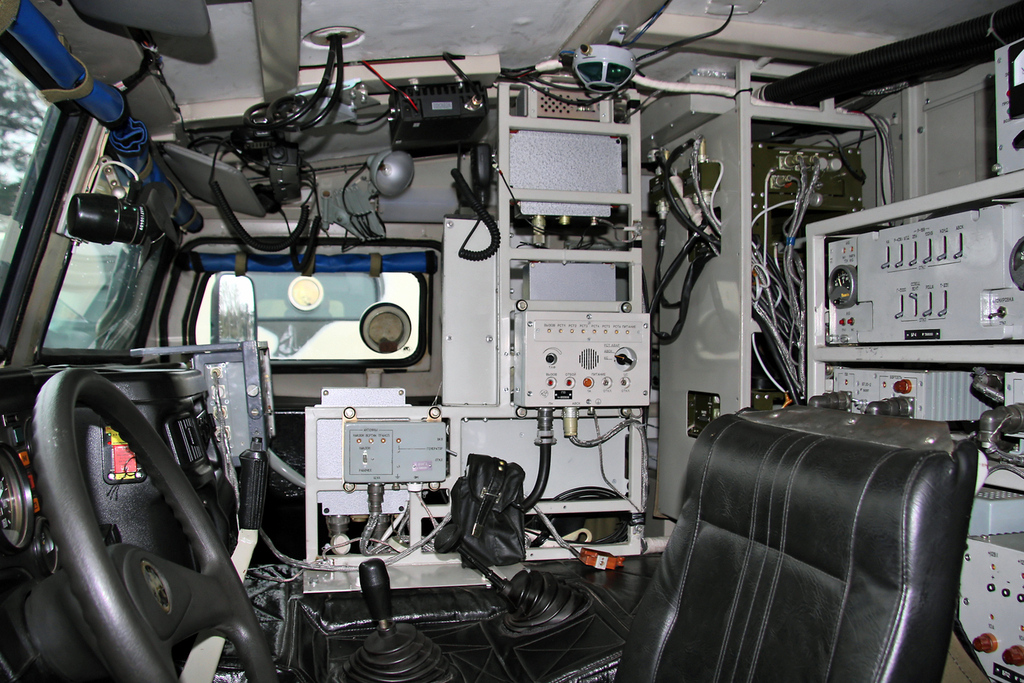
Vista interior.
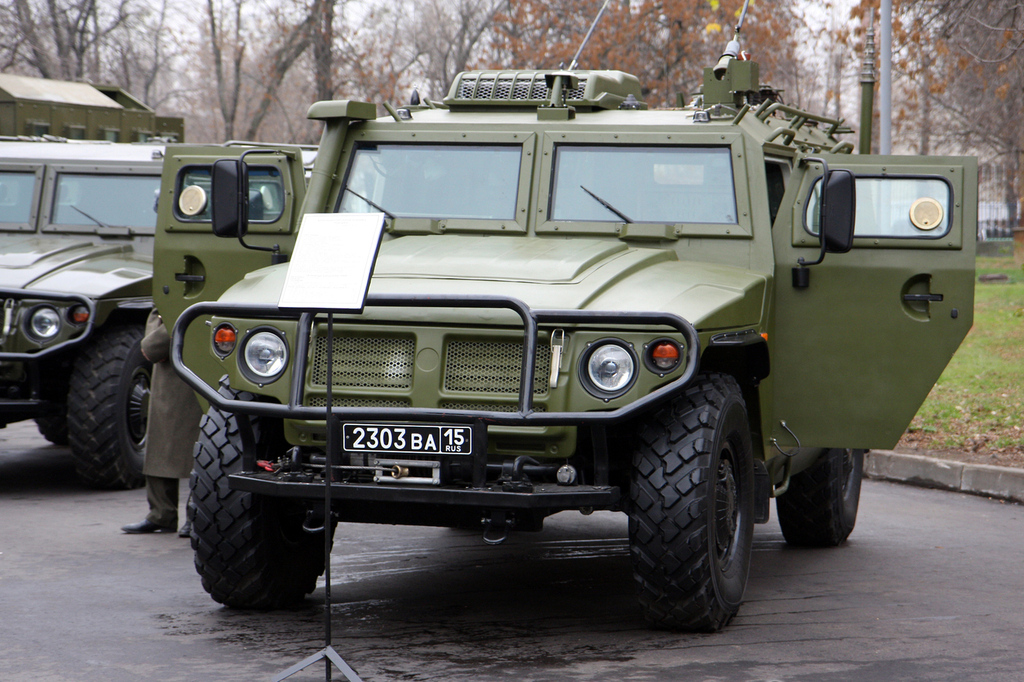
Vista frontal del R-145BMA.
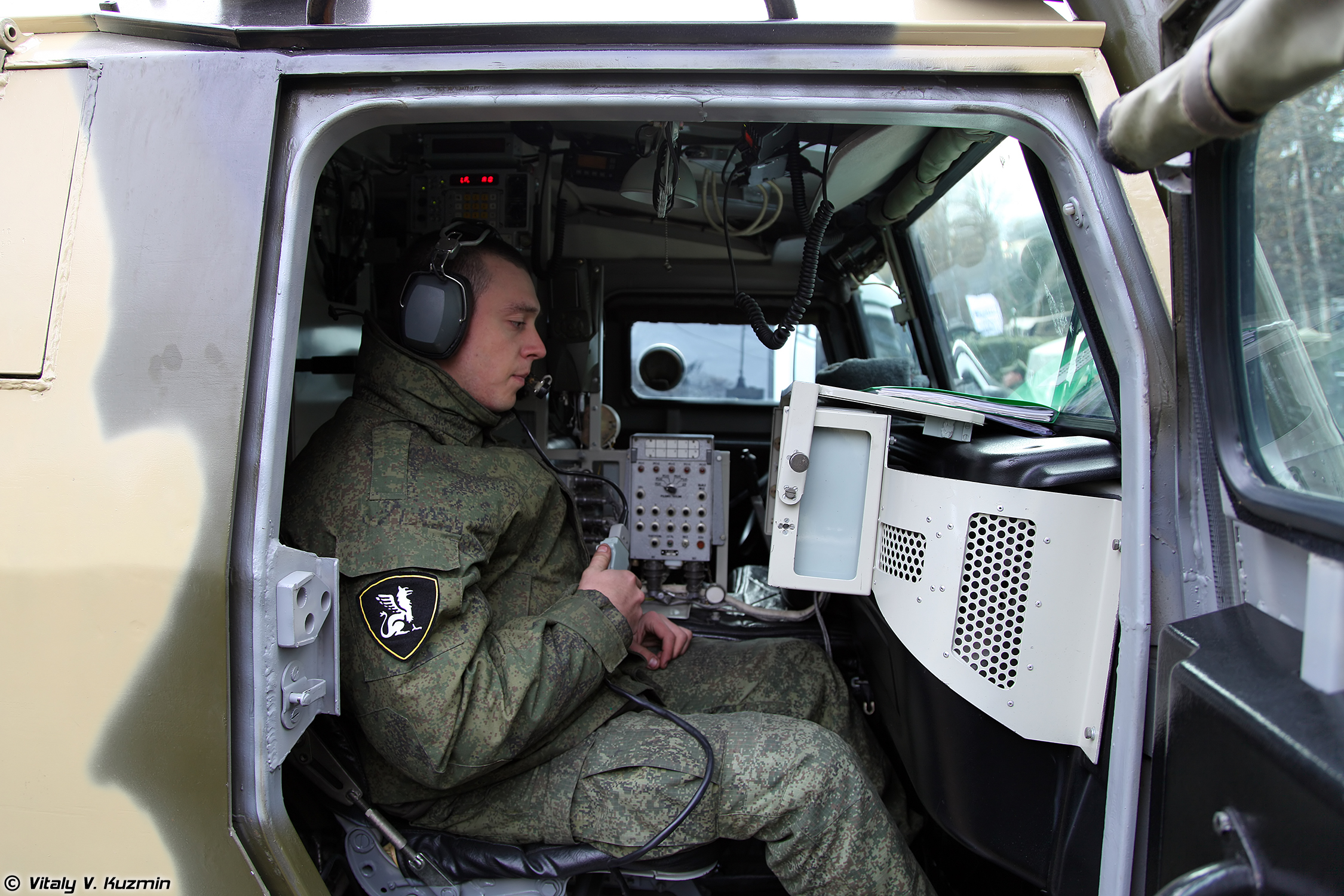
Demostración de operación en Interpolitex 2015.

#### Kornet-D
En 2011 la Oficina de Diseño de Instrumentos KBP demostró un sistema de misiles antitanques Kornet-EM actualizado. Dos unidades de este tipo se montaron en un chasis modificado del SPM-2 Tigr. El equipo cuenta con dos lanzadores retráctiles para 8 misiles y control remoto de armas con pantallas para mostrar las imágenes de los sistemas de observación y 8 misiles adicionales. Este sistema antitanque fue probado en Kapustin-Yar. El complejo de misiles montado en un Tigr se conoce como Kornet-D, y está destinado a reemplazar el portador de misiles 9P148. Durante 2018 fueron enviadas algunas unidades a Siria.

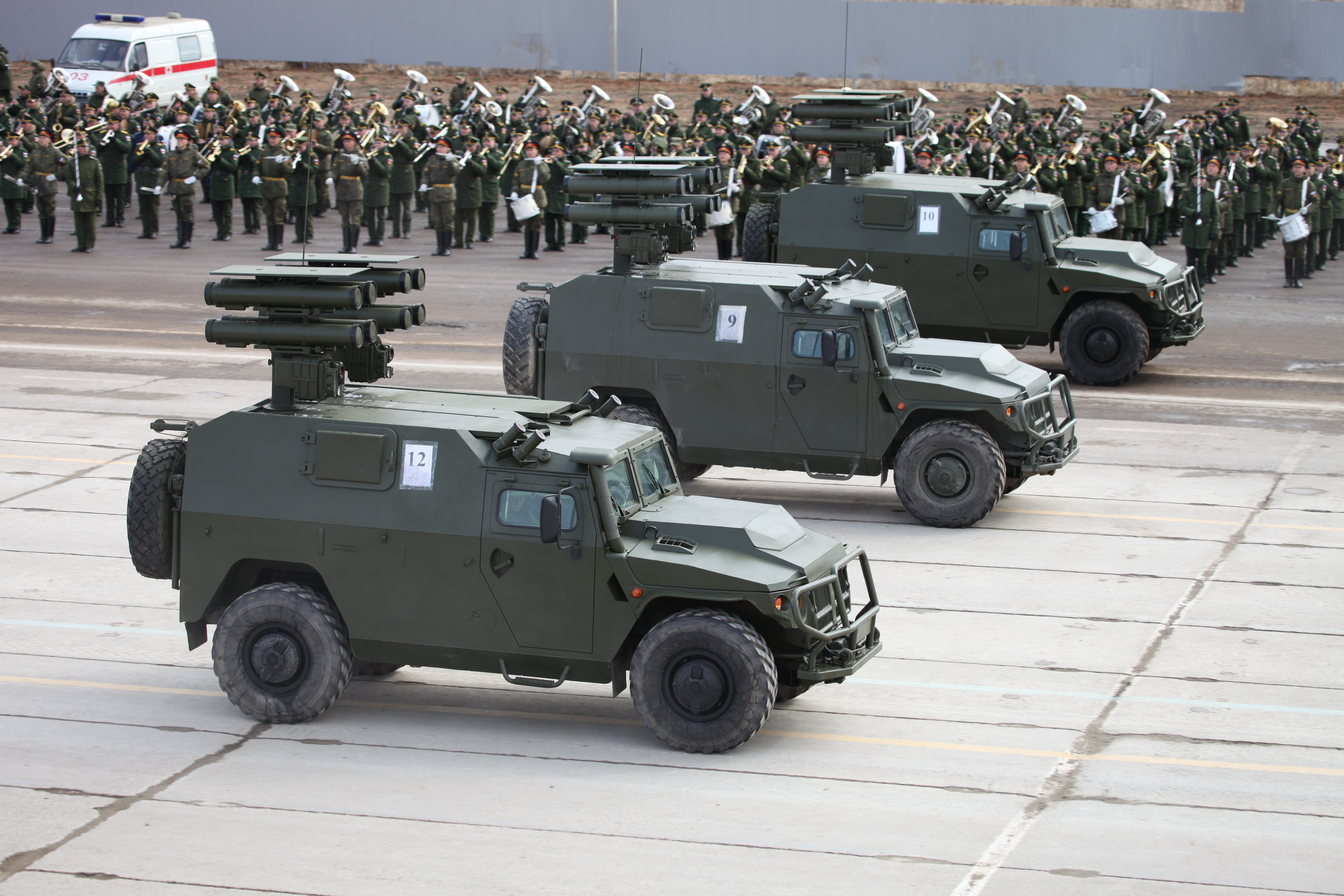
Kornet-D durante un desfile militar.
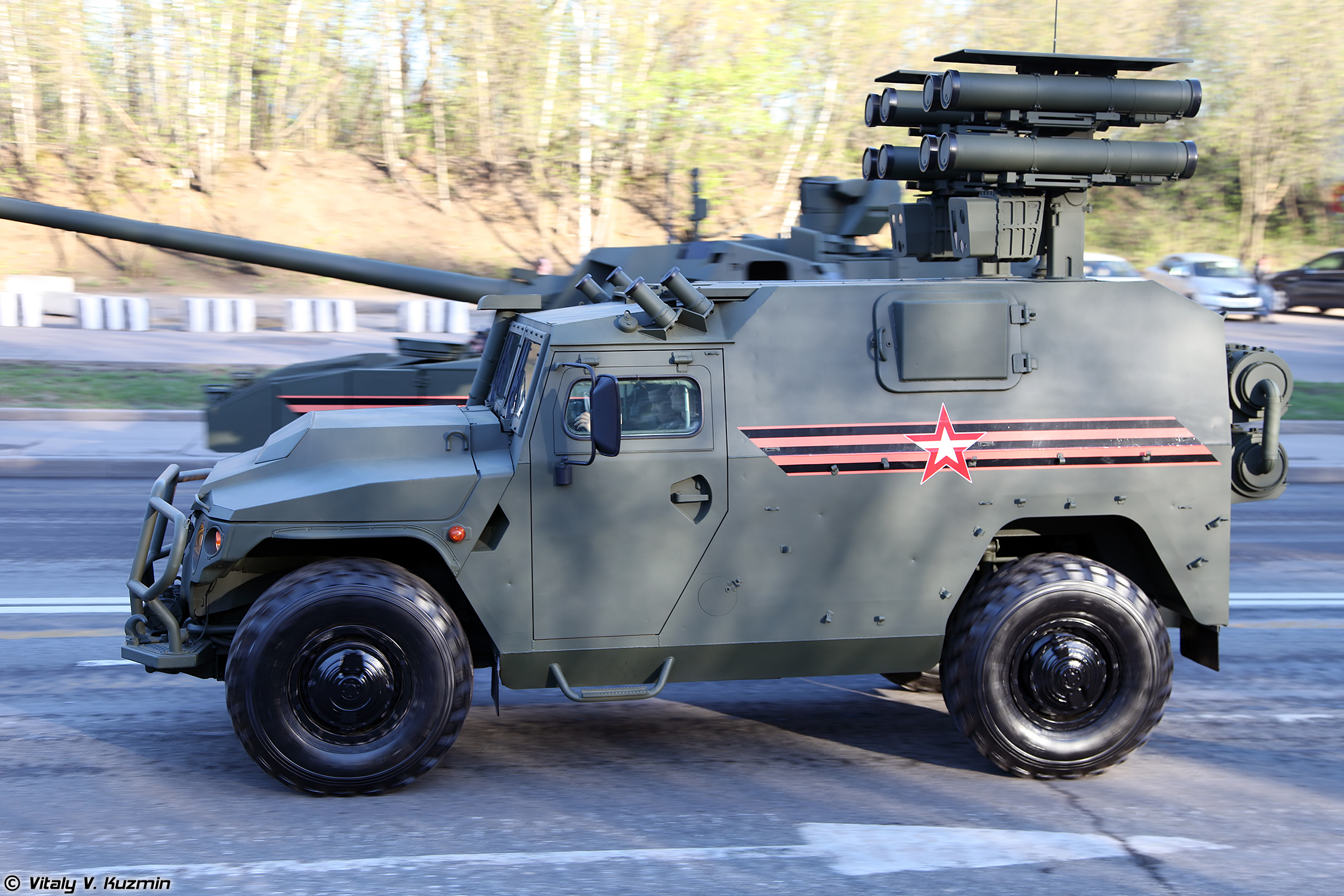

#### Tigr-M
Durante la exposición Interpolitex 2010, fue presentado el vehículo blindado multiusos AMS 233 114 Tigr-M por la Compañía Industrial Militar. Presentaba un nuevo motor diésel YaMZ-534, un capó blindado, filtro de aire, un aumento en el número de asientos (de 8 a 9) y el reemplazo de la escotilla trasera doble por una escotilla cuadrada grande.
Actualmente, el Tigr-M se produce en masa y se suministra al Ejército ruso, incluyendo la nueva estación de armas de control remoto Arbalet-DM que se compone de ametralladoras Kord de 12,7 mm o 7.62 mm PKTM.

Una versión mejorada con mayor protección se mostró en la exhibición de defensa del Ejército 2018 en Kubinka, cerca de Moscú, del 21 al 26 de agosto. La actualización se basa en la experiencia de combate obtenida durante las operaciones en Siria y se designó como ASN 233115 Tigr-M SpN.

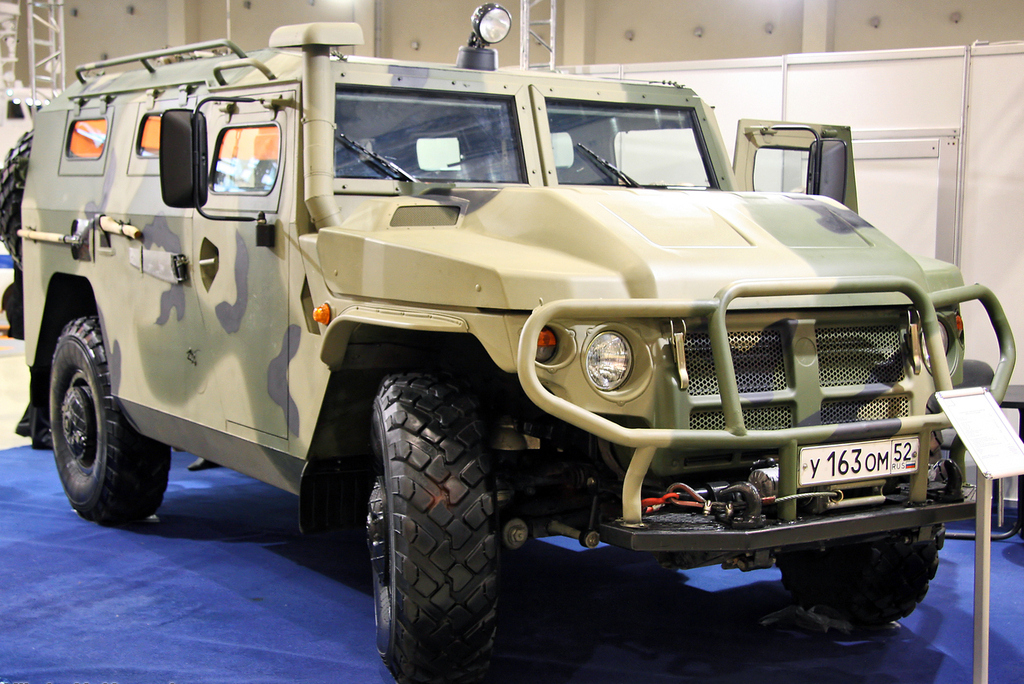
Tigr-M en exhibición.
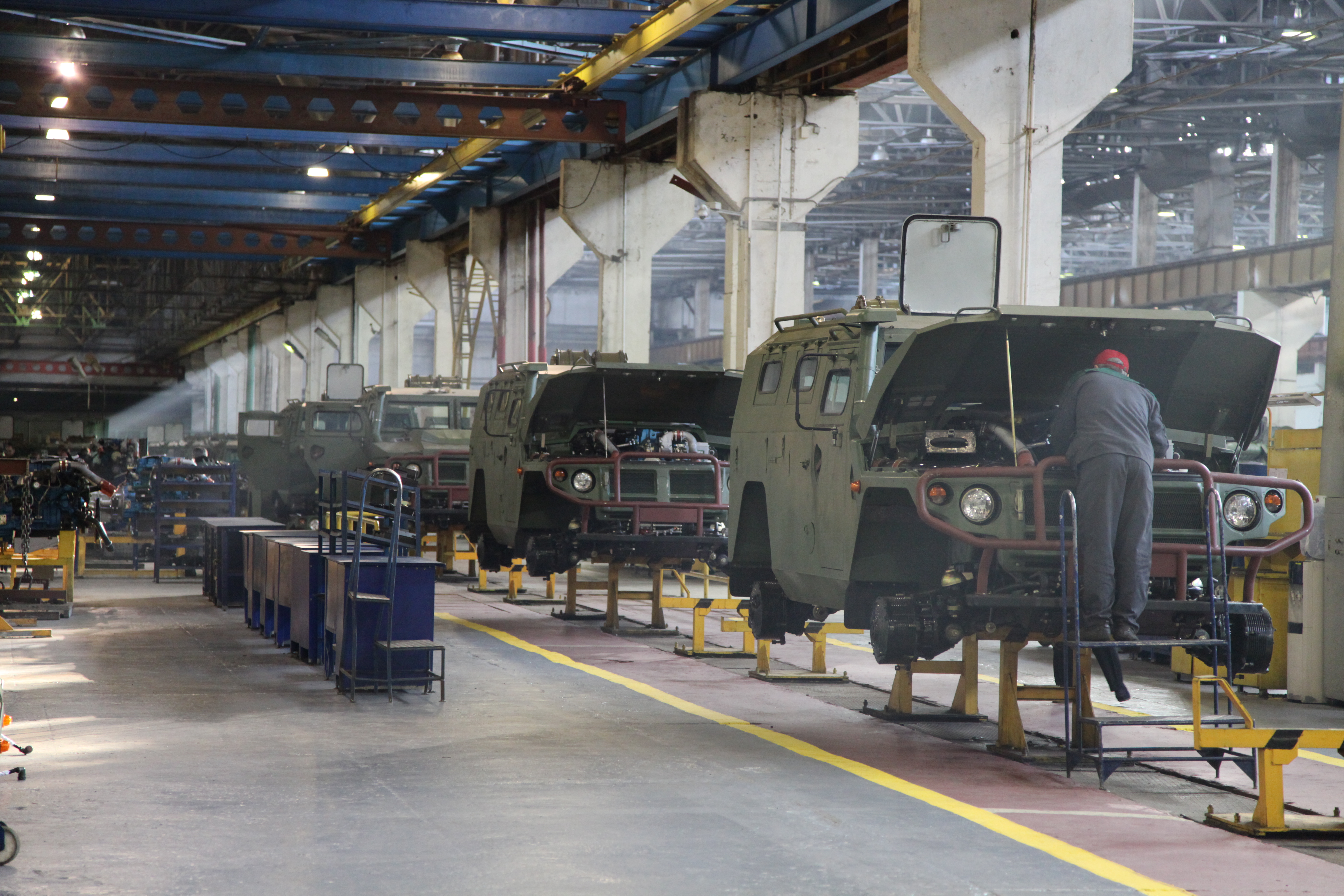
Cadena de ensamblaje del Tigr-M
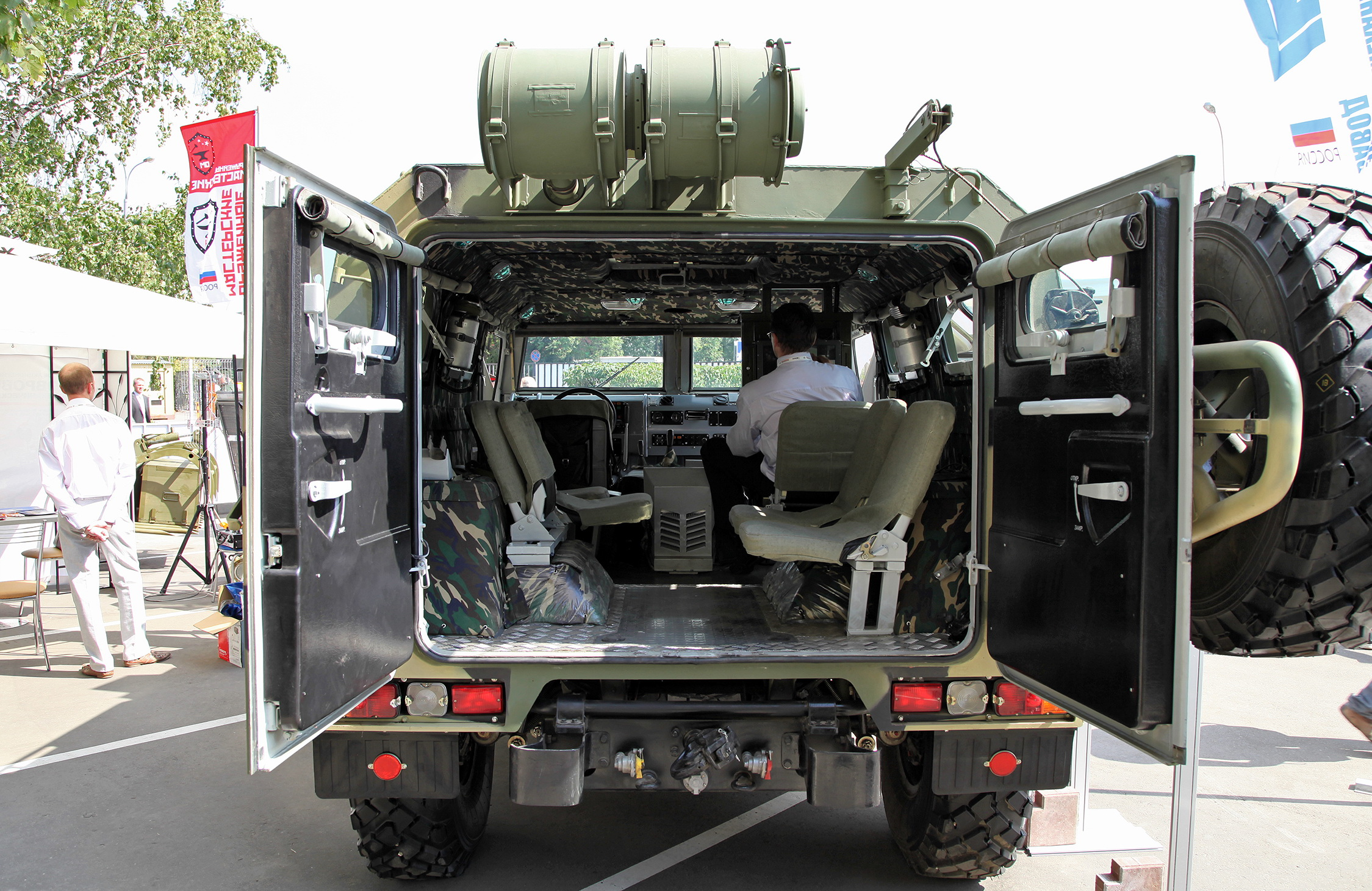
Vista interior.

#### Tigr-6A SPV
El prototipo de vehículo SPV CAZ GAZ-233014 "Tiger" se mostró por primera vez en el Salón de Vehículos Blindados de Bronnitsi el 10 de junio de 2011. Basado en el SPM-2, el SPV está diseñado para el transporte de oficiales de combate. Tiene un cuerpo con cuatro puertas y mayor protección de blindaje GOST 6A (protección de minas pesadas y asientos / reposapiés especiales que no están adheridos al piso). 

El techo del vehículo tiene una escotilla giratoria plegable y dos soportes para el montaje de armas. Los tripulantes pueden utilizar armamento personal a través de aberturas en los cristales blindados de las puertas. El espacio interior permite el transporte del conducto y 4 soldados, con lugar para el almacenamiento de municiones, granadas propulsadas por cohetes como el RPG-26, una estación de radio y un bloqueador de dispositivos explosivos controlados por radio.

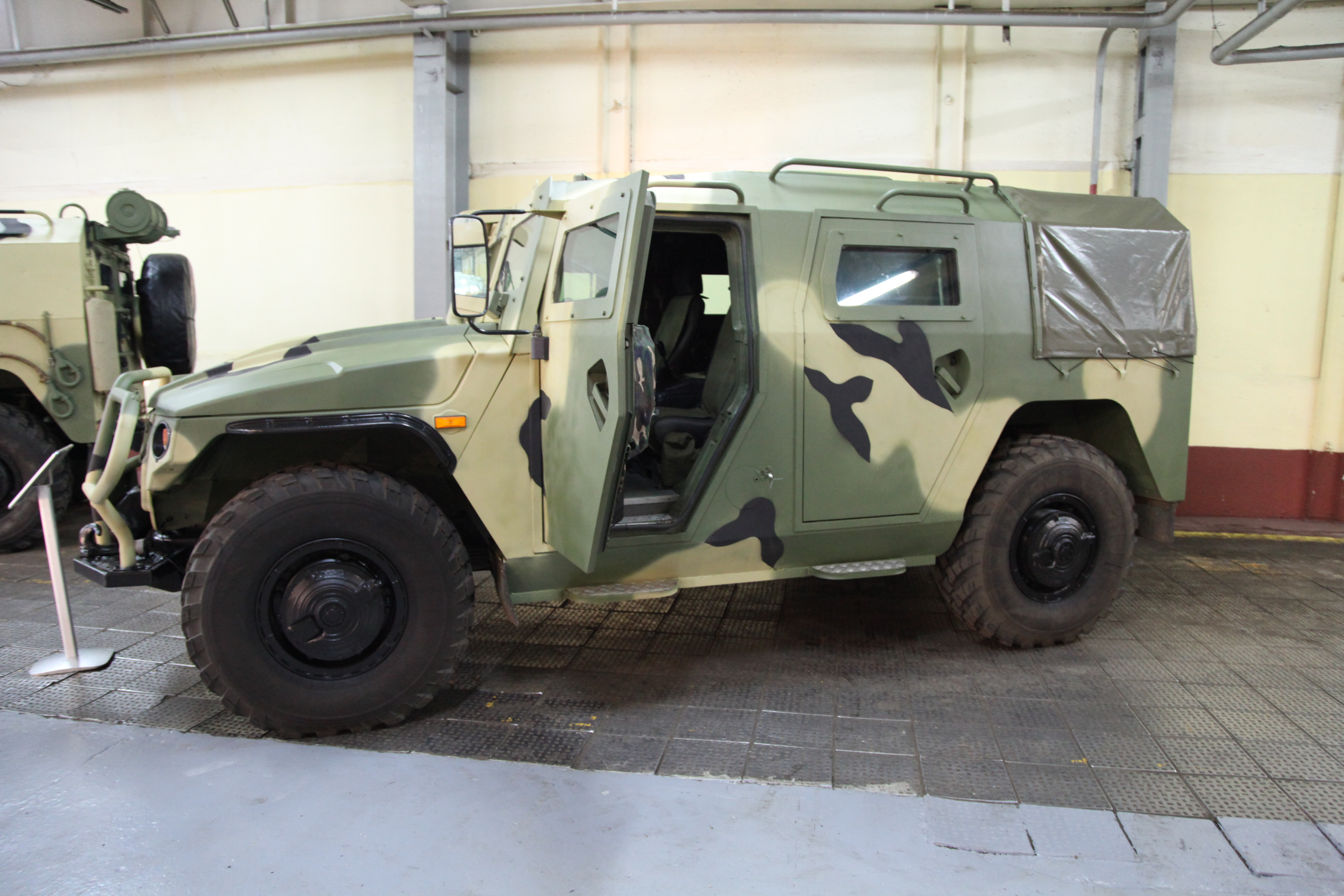
Tigr-6A en exhibición.
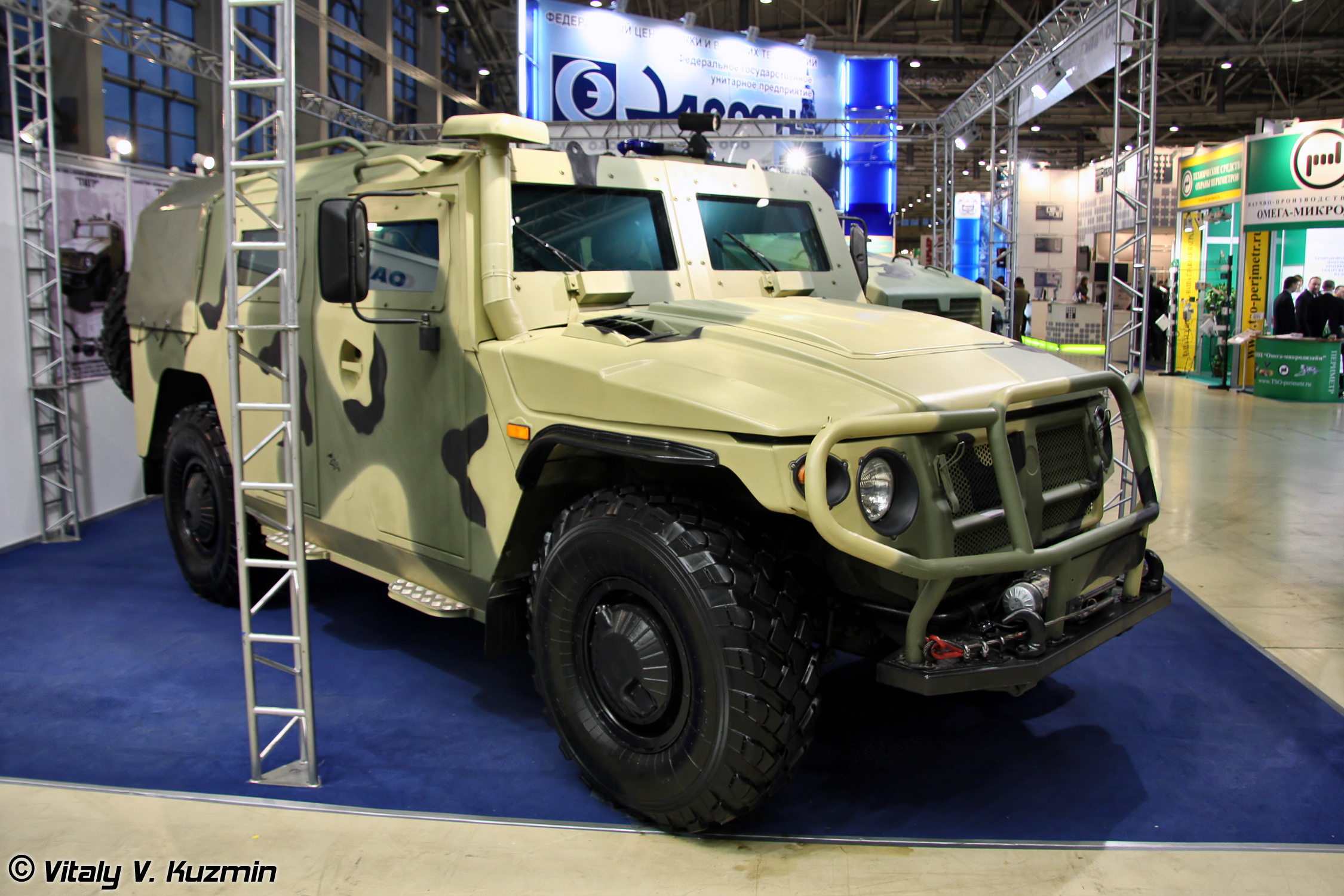
Tigr-6A en Interpolitex 2011

#### Gibka-S

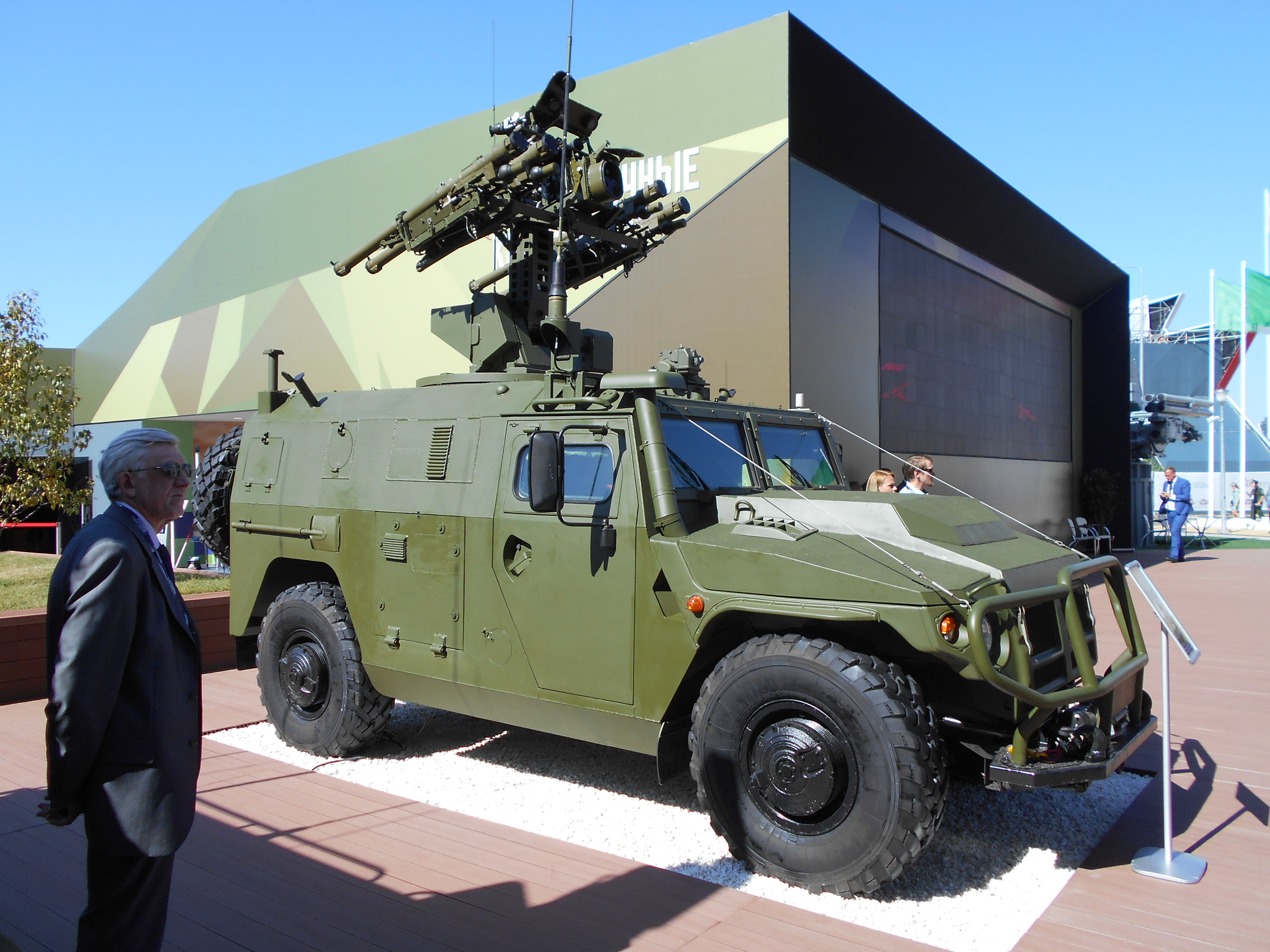
Lanzador del sistema antiaéreo Gibka-S.

El sistema antiaéreo Gibka-S se compone de un puesto móvil de comando y control (C2) y hasta seis vehículos de lanzamiento completamente automatizados. Tanto el C2 como el lanzador móvil se basan en el vehículo multiuso ligero Tigr-M.
Una unidad de lanzamiento Gibka-S está equipada con cuatro Igla-S 9K338 listos para el lanzamiento (nombre OTAN: SA-24 Grinch) o SAM de corto alcance Verba 9K333; Cuatro misiles más son transportados en la carga de municiones del vehículo. Tiene una tripulación de cuatro militares. El puesto móvil C2 equipado con un radar portátil de corto alcance Garmon puede controlar los vehículos de combate a una distancia de 8 a 17 km. Se informa que el sistema SAM móvil Gibka-S puede eliminar todo tipo de objetivos aéreos que vuelan a alturas bajas de día y de noche.

### Versión bielorrusa

#### Lis-PM
El vehículo blindado Lis-PM (Fox-PM) es producido por la Planta de Tractores de Minsk en estrecha colaboración con la industria rusa. El Lis-PM tiene un peso de hasta 7,5 t y transporta ocho soldados. El vehículo está armado con una ametralladora pesada Utyos 12.7 mm NSVT (HMG).

### Versiones chinas

#### Yanjing Guardian
En Air Show China 2016, la compañía china Yanjing Auto ha presentado una gama completa de nuevos vehículos tácticos ligeros Tigr 4x4 rusos, producidos en China bajo licencia.
- YJ2081C Vehículo de asalto protegido - Vehículo 4x4 equipado con RWS (Remote Weapon System) sobre el techo.[36]
- YJ2081A Vehículo de comando - Vehículo 4x4 básico de cuatro puertas y un cabrestante.[37]
- YJ2081B Vehículo de reconocimiento - Con características similares al modelo YJ2081Al con equipamiento propio de los vehículos para misiones de reconocimiento.[38]

#### Yanjing Defender
De apariencia similar a la serie anterior, poseen un motor más potente, dan más velocidad y tienen algo más de autonomía. La empresa que los produce es la misma.
- YJ2080B Vehículo de reconocimiento - Vehículo básico 4x4, guarda similitud con los modelos YJ2081A/B de los modelos Guardian.[39]
- YJ2080C1 Vehículo antidisturbios.[40]
- YJ2080C Vehículo de asalto protegido - Vehículo 4x4 equipado con RWS (Remote Weapon System) sobre el techo.[41]
- YJ2080C Missile Launcher Vehicle - Vehículo 4x4 equipado con 8 lanzacohetes en la parte superior.[42]

### Vehículos desarrollados a partir del GAZ-Tigr

#### MIC-3927 Volk
En 2010, un foro internacional en Zhukovsky presentó públicamente tres prototipos de una familia modular de vehículos con tracción en todas las ruedas, llamado MIC-3927 Volk (la palabra rusa Volk (Волк) se traduce a Lobo). Al igual que el Tigr, fue desarrollado por la Compañía Industrial Militar de Rusia.
El Volk está disponible como 4 × 4 (MIC-3927) o 6 × 6 (MIC-39273) y tiene mayor protección antibalas (Clase 6A a GOST 50963-96) y protección contra minas (STANAG Nivel 2a / 2b).

En 2012, las órdenes del Tigr fueron canceladas a favor del Volk; sin embargo,posteriormente se reanudaron los pedidos.

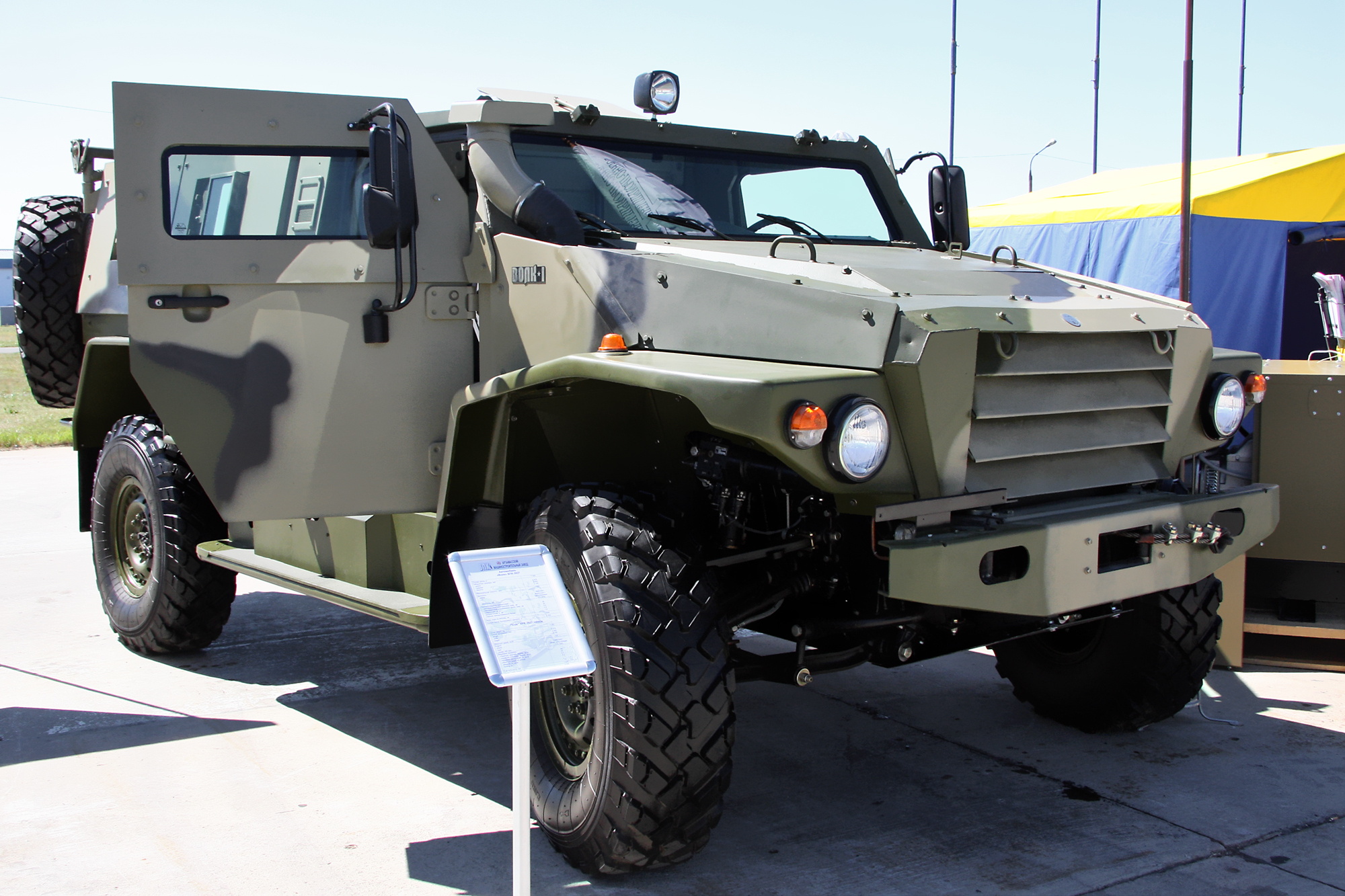
Vista frontal del Volk.
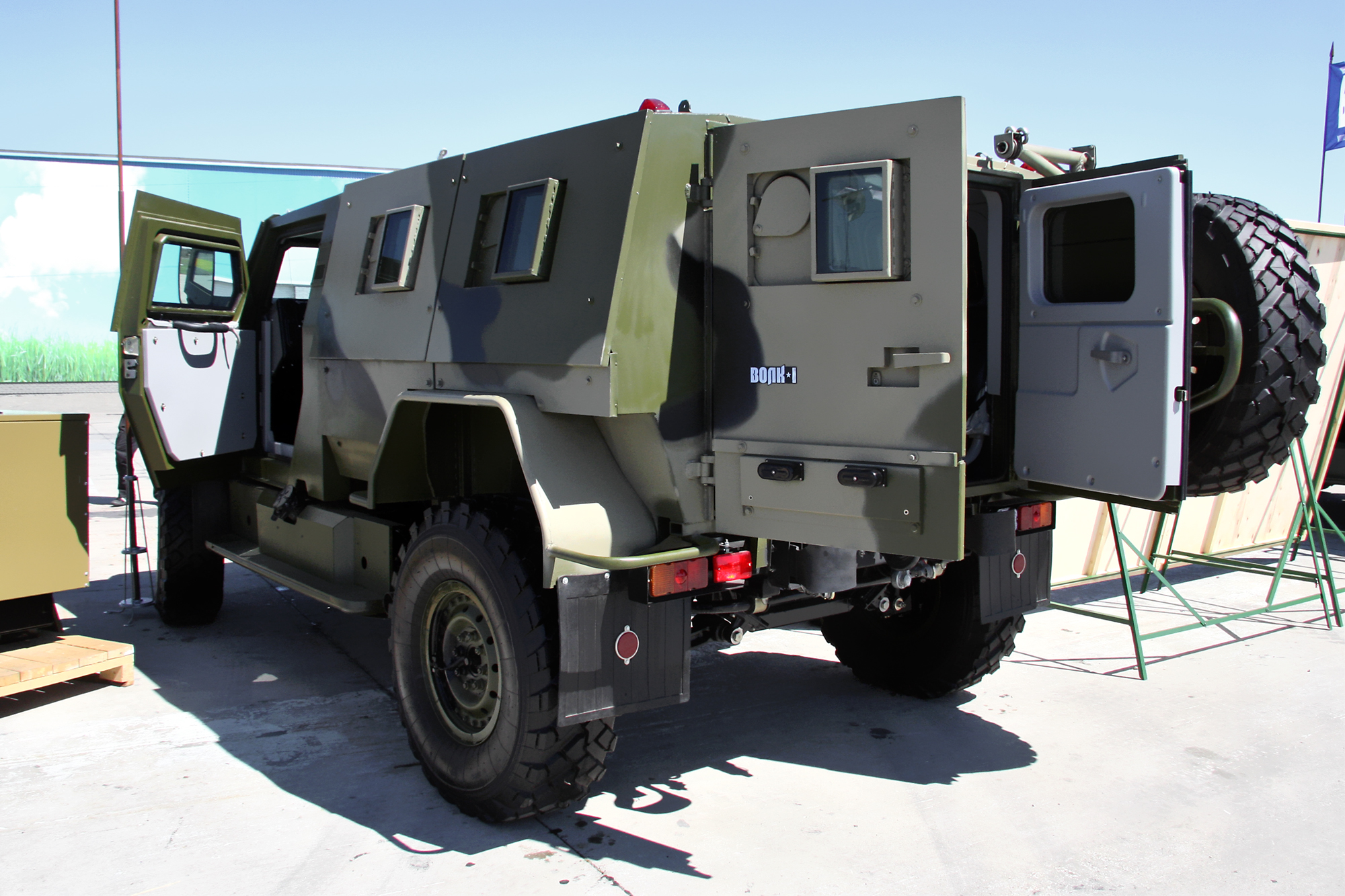
Vista trasera del Volk.
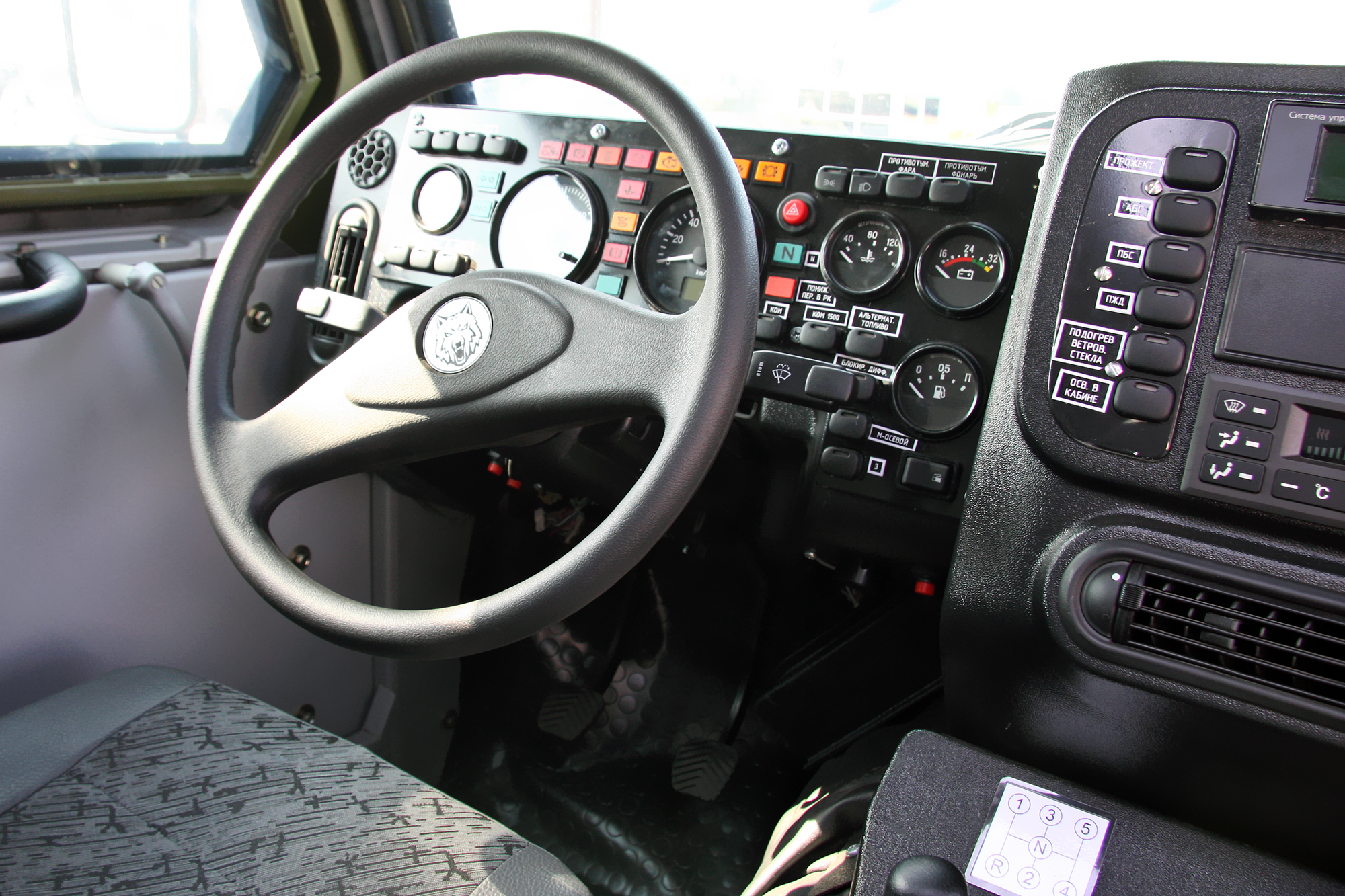
Cabina.
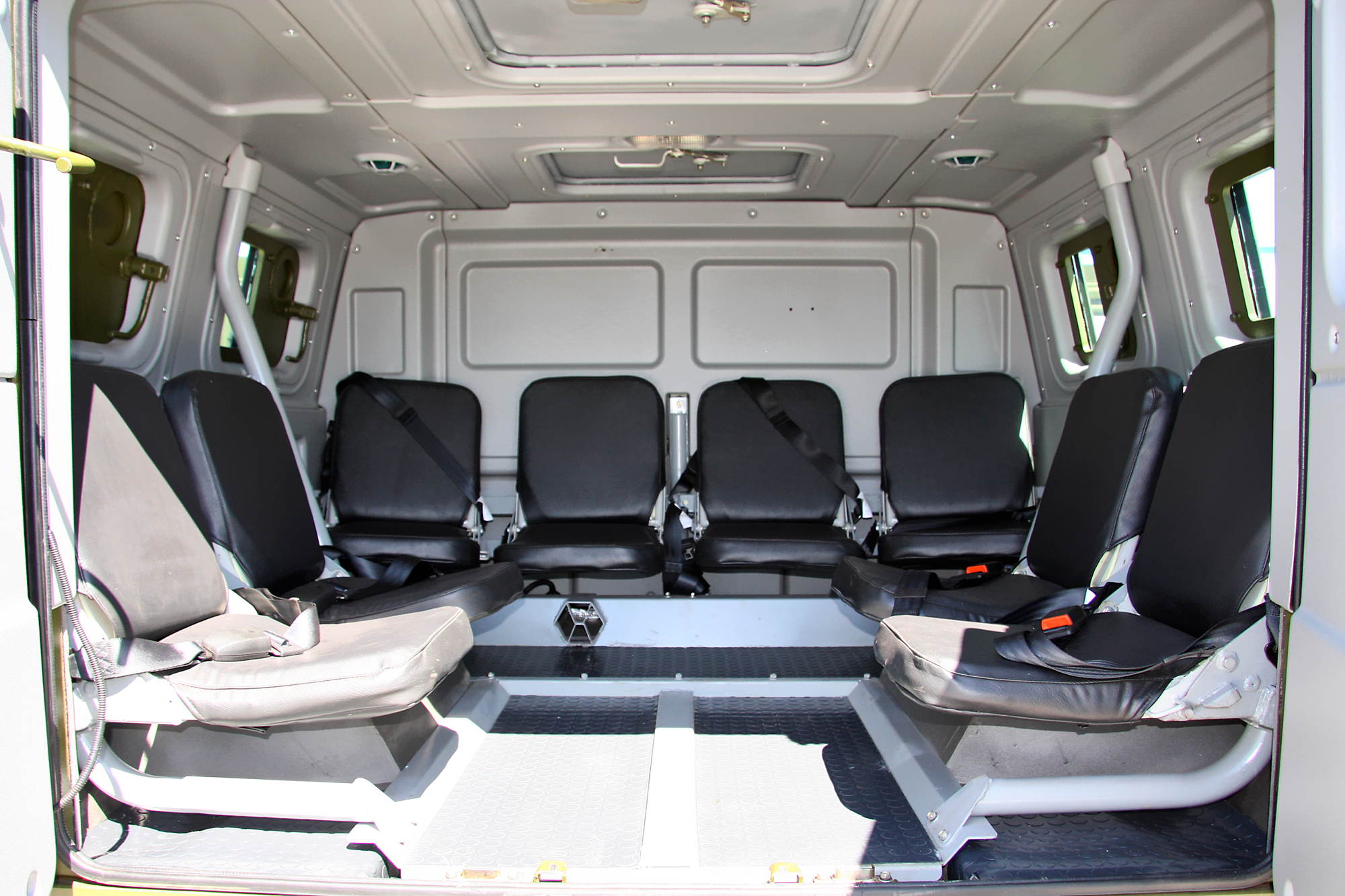
Interior del vehículo.

#### Nimr
Emirates Defense Technology (EDT) inició inicialmente el proyecto Nimr (tigre en árabe) en los Emiratos Árabes Unidos. Los ingenieros de la firma de Ingeniería Industrial Computer Technologies (una subsidiaria de GAZ) fueron subcontratados para completar la ingeniería detallada y la creación del primer prototipo Nimr 1. Otros desarrollos del prototipo Nimr y el desarrollo completo de la primera generación de vehículos Nimr se llevaron a cabo en los Emiratos Árabes Unidos por el Grupo Bin Jabr.

El Nimr es un Tigr reducido, diseñado específicamente para los climas desérticos del Medio Oriente.

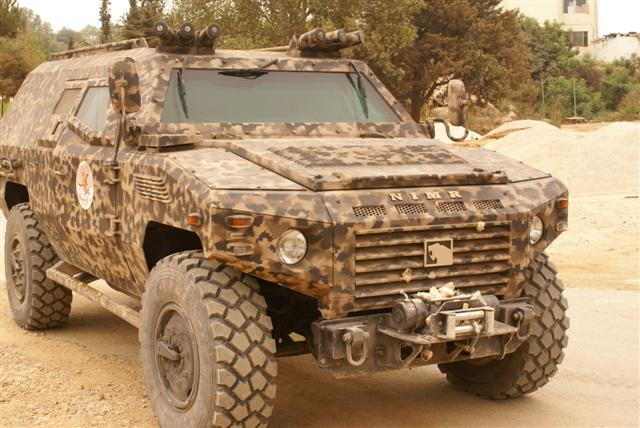

## Usuarios

### Usuarios actuales
- Armenia: Utilizados en la policía y en sus Fuerzas Armadas.[46]
- Argelia: 28 Tigr-M.[47]
- Bielorrusia: El Ejército de Bielorrusia utiliza un número no determinado de estos vehículos.[48]
- China: China emplea una versión derivada, el Guardián YJ2080.[35] 110 YJ2080 entregados en 2008, actualmente se encuentranen servicio en las fuerzas de la Policía de Seguridad Pública.[4]
- Eslovaquia: En 2016 se confirmó la compra de un número no determinado de vehículos.[49]
- Guinea: 3 Tigr sirven en la Guardia Presidencial de Guinea.[50]
- Kazajistán: 21 Gaz Tigr en las Fuerzas Armadas de Kazajistán.[51]
- Mongolia: Las fuerzas SWAT de la Policía opera algunas unidades.[52]
- Nicaragua: Un acuerdo por compra de armas entre Rusia y Nicaragua de 2012, incluye una cantidad no determinada de GAZ- Tigr.[53]
- República del Congo: La Policía del Congo utiliza un número no determinado del SPM-2.[54]
- Rusia: Más de 2000 vehículos prestan servicio en Rusia. La compra de GAZ Tigr fue discontinuada en 2012 en favor del Volk, pero posteriormente se reanudaron.[55] 500 vehículos entraron en servicio en 2011.[50] Entre los usuarios de servicios conocidos se incluyen el ejército, la infantería naval y la policía rusa. Las fuerzas aerotransportadas rusas estaban equipadas con Tigr-M.[56][57]
- Siria: Rusia suministró durante la guerra civil siria una cantidad no determinada de estos vehículos.[58]
- Tayikistán:[48]
- Uruguay: Se entregaron 3 Tigrs a la Guardia Republicana en abril de 2011 por $ 600.000.[59][60] Están equipadas con barras antivuelco, aire acondicionado, rejas y un sistema de videovigilancia. 3 Tigrs fueron entregados en febrero de 2017.[61][62]
- Ucrania:El 11 de septiembre de 2023, se confirmó que 8 Tigr y 32 Tigr-M habían sido capturados del ejército ruso durante la Invasión rusa a Ucrania.[63]

### Futuros usuarios
- Egipto: Este país planea incorporar 50 GAZ Tigr para su policía.[64]

### Operadores en evaluación
- Brasil: La Policía Militar de Río de Janeiro recibió 4 GAZ-233036 para su evaluación en marzo de 2011.[65]
- India: En 2008 fueron ordenados 2 GAZ Tigr para ser probados.[66]